# Montpellier Hérault Rugby
Pour la section féminine, voir Montpellier Rugby Club (féminines).
Vous lisez un « article de qualité » labellisé en 2011.
Maillots
Actualités
Dernière mise à jour : 23 septembre 2024.
Le Montpellier Hérault Rugby est un club de rugby à XV français, basé à Montpellier (Hérault). Le MHR occupe le GGL Stadium depuis 2007. Le club héraultais évolue en Top 14 depuis 2003, et dispute la Coupe d'Europe ou le Challenge européen. Le club est actuellement présidé par Mohed Altrad, et son équipe première est entraînée, depuis l'intersaison 2024, par Joan Caudullo.
Le Montpellier Hérault Rugby est issu de la fusion en 1986 du Stade montpelliérain, fondé en 1963, et du Montpellier Paillade Sport Club (anciennement section rugby du Montpellier Université Club, fondée en 1974). Le MHR monte une première fois en première division en 1990. Après plusieurs aller-retour entre les deux échelons, les Cistes sont champions de France de Pro D2 en 2003, et restent pensionnaires de l'élite depuis.
Montpellier remporte le Bouclier européen en 2004. Durant les années 2010, le MHR est vice-champion de France à deux reprises (2011, 2018), et vainqueur du Challenge européen en 2016. Durant les années 2020, Montpellier remporte un second Challenge européen en 2021, et son premier Bouclier de Brennus en 2022.
Depuis 1999, le club possède un centre de formation sur lequel l'équipe première s'appuie, ainsi qu'une équipe féminine, octuple championne de France, qui évolue en première division depuis 2005.

## Histoire

### Naissance du club
Créé à la fin du XIXe siècle, le Stade montpelliérain est le premier club à pratiquer le rugby à XV dans la capitale héraultaise. Il sera vite supplanté par l'Union sportive des étudiants montpelliérains qui prendra le nom de Stade montpelliérain en 1907. Avec la Première Guerre mondiale, de nombreux sportifs sont mobilisés et périssent durant le conflit. En 1921, le Montpellier Université Club voit le jour, et fédère de nombreuses disciplines sportives, dont le rugby.
Après-guerre, c'est le SOM (Stade Olympique Montpelliérain), renommé USM, Union Sportive Montpelliéraine, en 1923, qui reprend le flambeau.
En 1952, la section rugby de l'ASPTT Montpellier, dernier club de rugby à XV montpelliérain encore en activité depuis le passage au rugby à XIII du club historique de la ville, l'Union sportive montpelliéraine, arrête ses activités. Montpellier se retrouve orphelin de rugby à XV pendant plus de 10 ans, laissant la place au rugby à XIII et son porte-drapeau local, l'USM XIII.
Le 27 mai 1963, le Stade montpelliérain est créé à l'initiative de Georges Pastre, journaliste au Midi libre, le quotidien régional avec comme premier président Pierre Bouyeron conseiller général du canton du Caylar. Robert Spagnolo, champion de France avec l'AS Béziers en 1961, est choisi comme entraîneur-joueur d'une équipe évoluant en division d'honneur du Languedoc. À la fin de sa première saison, le club obtient le titre de « champion du Languedoc » et, en 1965, accède à la troisième division. Le club atteint deux ans plus tard la deuxième division, objectif à la création du club, grâce à une victoire en huitième de finale sur le Toulouse Lalande omnisports grâce à un drop à trois minutes de la fin de Robert Spagnolo mais doit ensuite s'incliner 9-5 en demi-finale du championnat face à Céret. Au début de l'année suivante, les dirigeants mettent en place une école de rugby qui remporte de nombreux trophées au niveau régional. Le Stade montpelliérain est relégué en 1970 et connaît en 1973 une grave crise en raison de la promesse non tenue d'achats de blazers par le président. De nombreux joueurs et dirigeants quittent alors le club et créent la section rugby du Montpellier Université Club (MUC). Le Stade montpelliérain ne retrouve la deuxième division qu'en 1986 sous l'impulsion de l'entraîneur Patrick Galy.
De son côté le Montpellier Université Club (MUC rugby), entraîné par Robert Spagnolo, remporte dès sa première année d'existence le championnat de France de 4e série. Il atteint la troisième division en 1981 puis la deuxième en 1982. Sous la direction d'Alain Paco, le MUC obtient l'accession en première division groupe B en 1986. Le club compte alors 400 licenciés.

### Fusion et création du Montpellier Rugby Club
En fin de saison, le Montpellier Rugby Club (MRC) est créé à la suite de la fusion du Stade montpelliérain et du Montpellier Paillade Sport Club (anciennement MUC) sous l'impulsion de Georges Frêche, maire de la ville de Montpellier, en accord avec Francis Sénégas, président du comité du Languedoc. L'équipe, entraînée par Alain Paco et Jean Sarda, est éliminée en huitième de finale et ne peut se qualifier pour le Challenge de l'Espérance. L'équipe réserve finit de son côté championne de France de nationale B. Le MRC décide également d'aménager un club-house en face du stade Sabathé. La saison suivante, le club doit faire face au départ de son duo d'entraîneurs et engage l'ancien biterrois Yvan Buonomo. Il fait rapidement venir d'anciens coéquipiers de l'AS Béziers comme Jean-Marc Cordier qui arrive dès 1986 et Philippe Chamayou l'année suivante. Puis arrive le pilier du RC Nîmes Jean-Jacques Sauveterre et le demi de mêlée du Stade aurillacois Pascal Cances en 1988, puis le talonneur du Castres olympique Didier Bès en 1990.

### Débuts au haut niveau
En 1991, le club montpelliérain accède au plus haut niveau français pour la première fois en participant au Championnat de France de 1re division groupe A. Cette saison-là, l'équipe se qualifie même pour les huitièmes de finale mais s'incline contre le Stadoceste tarbais.
Le club reste six années durant parmi l'élite grâce notamment, au recrutement de joueurs aguerris à l’élite comme Patrick Chenery ou Džoni Mandić qui, avec les mammouths de Grenoble, vient de perdre une finale de championnat
controversée,.
Puis, Montpellier  est relégué dans le groupe A2 en 1997 mais réussit à remonter dès la saison suivante. Le MRC redescend cependant en 2e division à la fin de la saison 1997-1998. Le club fait alors face à une crise financière et les joueurs se mettent en grève en décembre 1997, une première dans le rugby français. Neuf joueurs quittent le club, les autres, dont le capitaine Pascal Cancès et le vice-capitaine Didier Bès, acceptent une baisse des salaires de 30 %. En fin de saison, le MRC est rétrogradé en championnat élite 2.
En juin 1998, Thierry Pérez et Jean-Jacques Sauveterre sont nommés à la présidence du club et Jean-Pierre Massines devient directeur administratif. L'objectif des dirigeants est de redonner des bases solides au club et un pôle de formation, qui obtient en 2001 l'agrément de la Ligue nationale de rugby, est mis en place en septembre 1999. Sous l'autorité de Didier Nourault, nouvel entraîneur, le club se classe en milieu de tableau du championnat de 2e division en 2000-2001 ce qui lui permet d'accéder à la Pro D2 la saison suivante, qu'il termine à la sixième place. De leur côté, les féminines remportent le titre de 2e division.

### Champion de Pro D2 (2003)

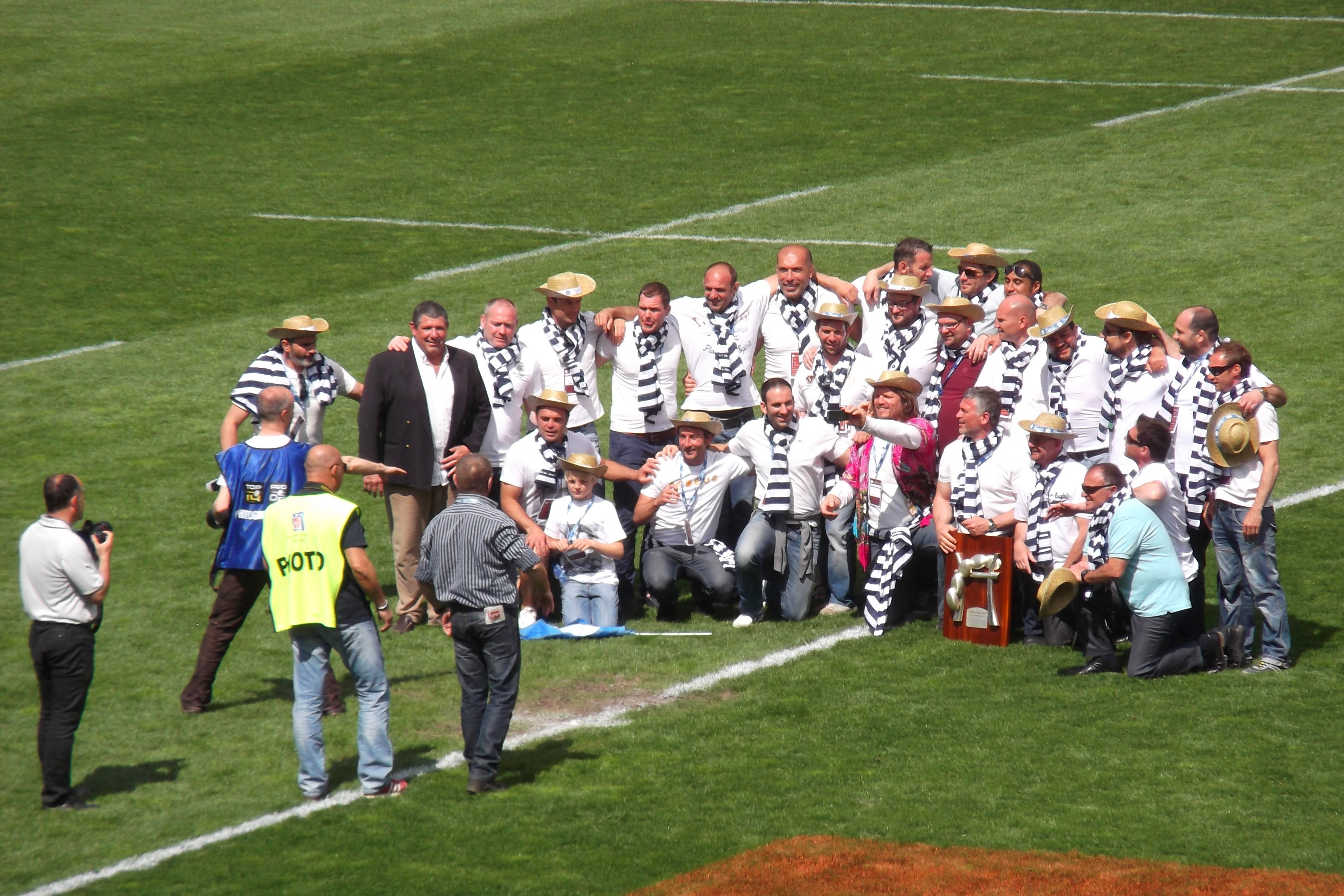
Les anciens de 2002-2003 du MRC en mai 2013.

Entrainé par Didier Nourault, assisté de Pascal Mancuso et Eric Tissot, le MRC commence la saison 2002-2003 par cinq victoires, et un nul, qui le placent à la première place du championnat. La défaite face à Auch fait descendre le club héraultais à la seconde place au profit de Brive. Les Montpelliérains se relancent face à Toulon, mais perdent leur capitaine Didier Bès, qui doit s'éloigner des terrains pour raison médicale. Lequel reçoit l'Oscar Midi Olympique au mois de décembre des mains de Jacques Verdier, rédacteur en chef du journal. Sans son emblématique capitaine, le MRC termine la phase aller avec cinq victoires, et une défaite. La victoire à Sabathé face à Brive ne change rien au classement, les Héraultais restent dauphins des Corréziens. Didier Navarre, journaliste au Midi Olympique qualifie Montpellier de «sérieux candidat au Top 16».
Lors de la phase retour, le MRC remporte les matchs à domicile, mais les perd en déplacement. Mi-mars, Montpellier remporte le déplacement à Toulon, et enchaine six victoires, avant d'être défait par Brive. Pour le dernier match à Sabathé, Didier Bès et Patrick Arlettaz, qui ont annoncé leurs retraites en début de saison, marquent chacun un essai lors de la victoire face à Marmande (55-19). Les deux derniers déplacements face à Aurillac, et Aubenas, ne modifient pas le classement: Montpellier termine second, derrière Brive.
En phase finale, les Montpelliérains s'imposent en demi-finale face au FC Auch (28–24). La finale du Pro D2 a lieu le 1er juin 2003 à Montauban, sur la pelouse de Sapiac, face à Tarbes Pyrénées. En tribune présidentielle, sont présents Bernard Lapasset (F.F.R.), Serge Blanco (L.N.R.), Albert Ferrasse, et Jean-Pierre Lux, côté rugby, Jean Glavany, président du Grand Tarbes, Gérard Trémège, maire de Tarbes, et Georges Frêche, maire de Montpellier et président de l'Agglomération de Montpellier, côté politique. Le club héraultais remporte le championnat après prolongations, sur un essai à la dernière minute de Denis Navizet (25–21), et accède donc au Top 16. La finale est également le dernier match de la carrière de Didier Bès, ce qui fait de lui le joueur au total le plus élevé avec 331 matchs sous le maillot montpelliérain. Retraité des terrains, Patrick Arlettaz reçoit l'Oscar Midi Olympique du mois de juin, et intègre le centre de formation en tant qu'éducateur.
Les joueurs ayant participé à la finale 2003 :
1. Olivier Diomandé puis Mamuka Magrakvelidze 2. Didier Bès  3. Pierre Tacchella puis Philemon Toleafoa

4. Mickaël Bert 5. Thierry Gras 

6. Sébastien Galtier 8. Jharay Russell puis Olivier Dussault 7. Christian Chemin puis Stéphane Welsch

9. Sébastien Buada 10. Jérémy Valls 

11. Yannick Saladié puis Aurélien Rossi 12. Patrick Arlettaz puis Frédéric Charrier 13. Murphy Taele 14. Denis Navizet 

15. Sylvain Jouve 

### Vainqueur du Bouclier européen (2004)
Pendant l'été, plusieurs travaux sont réalisés au stade Sabathé. Côté sportif, de nombreux joueurs rejoignent la capitale héraultaise: Laurent Arbo, John Daniell, Cédric Mathieu, Laurent Armand, Soso Nikolaenko, David Bortolussi, Michel Marcurdy, Alessandro Stoïca, et Bertrand Guilloux. Didier Nourault est secondé par Didier Bès pour les avants, et Wilfrid Maccary pour les arrières. Pour sa première saison en Top 16, Montpellier dispute son premier match dans l'élite à domicile le 10 juin 2003, et l'emporte face Stade toulousain (50–31). Son second, toujours à Sabathé, se solde par une victoire face à Grenoble (31-18). Montpellier perd de peu face à Béziers, et fait match nul contre l'USA Perpignan. Au mois de décembre, le club adopte la fleur de ciste comme logo, et devient le Montpellier Hérault Rugby Club (MHRC). Les Montpelliérains terminent la phase aller par cinq défaites, avec de faibles écarts, qui le font chuter aux dernières places. Lors de la phase retour, le MHRC lutte pour ne pas descendre, et parvient à remporter quatre matchs successifs qui lui permettent de terminer deuxième de la phase de maintien. Début juin, le projet du nouveau stade Yves du Manoir est présenté par Georges Frêche, président de Montpellier Agglomération. Le 20 juin 2004, la Ligue nationale de rugby et le MHRC organisent la demi-finale de Top 16, qui se tient au Stade de la Mosson.

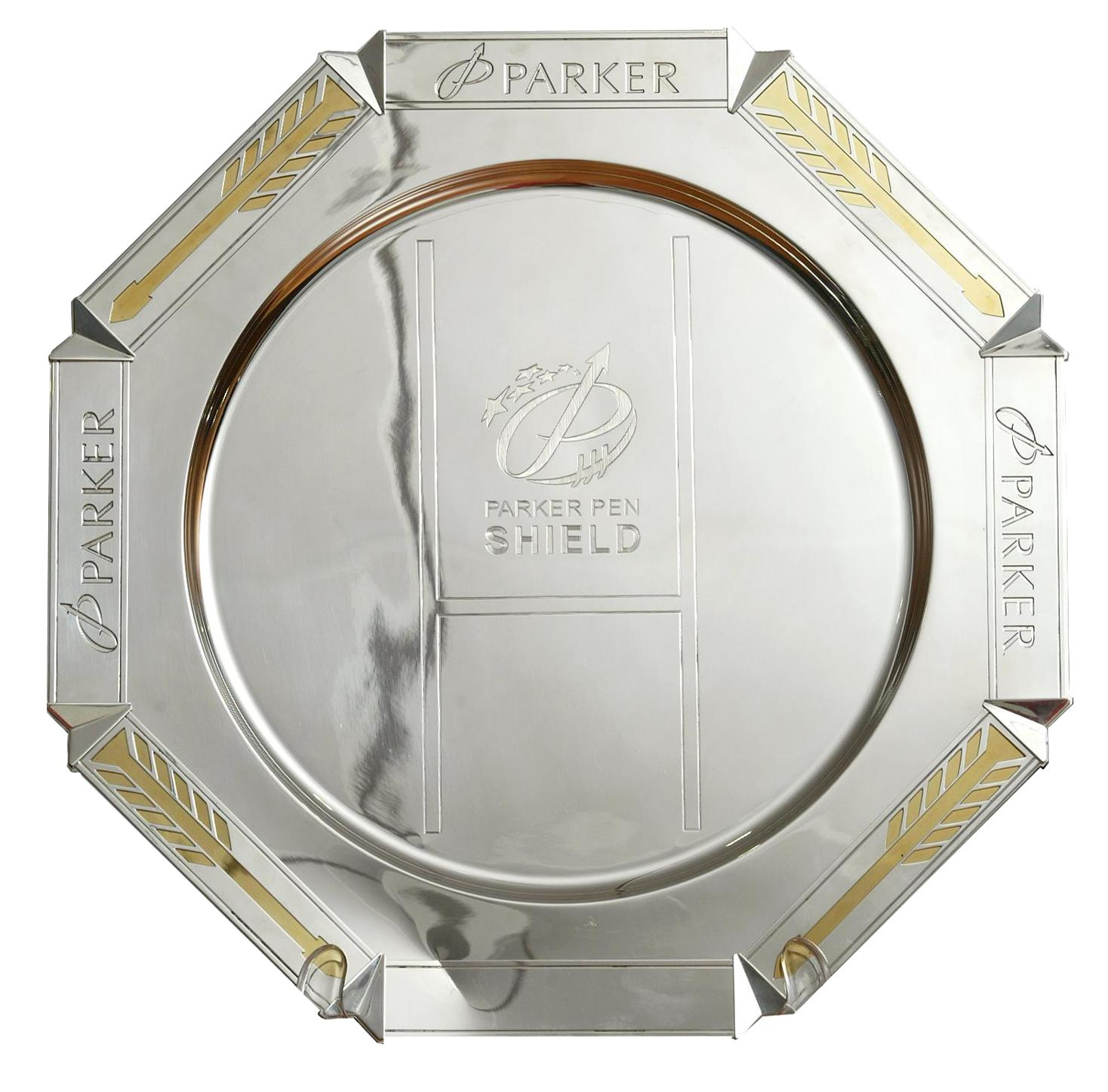
Montpellier remporte le bouclier européen en 2004 face au Arix Viadana.

Éliminé dès le premier tour du Challenge européen par les Écossais de Glasgow, le club montpelliérain joue alors le Bouclier européen. Les Héraultais sortent vainqueurs des matchs « aller/retour » face à Rugby Roma en huitième de finale, et Petrarca Rugby Padoue en quart. La demi-finale se jouant sur une rencontre, Montpellier se déplace en Lombardie pour affronter Leonessa, et se qualifie pour la finale (23-26). Le 21 mai 2004, le MHRC remporte cette compétition face au club italien de l'Arix Viadana sur le score de 25 à 9.
Le XV du MHR de départ :
1. Jean-Michel Meunier  2. Laurent Armand 3. Pierre Tacchella 

4. Christian Chemin 5. John Daniell 

6. Stéphane Welch 8. Jharay Russell 7. Michel Macurdy 

9. Sébastien Buada 10. Jérémy Valls 

11. Laurent Arbo 12. Bertrand Guilloux 13. Alessandro Stoica 14. Denis Navizet 

15. David Bortolussi 

### Lutte pour le maintien (2005)

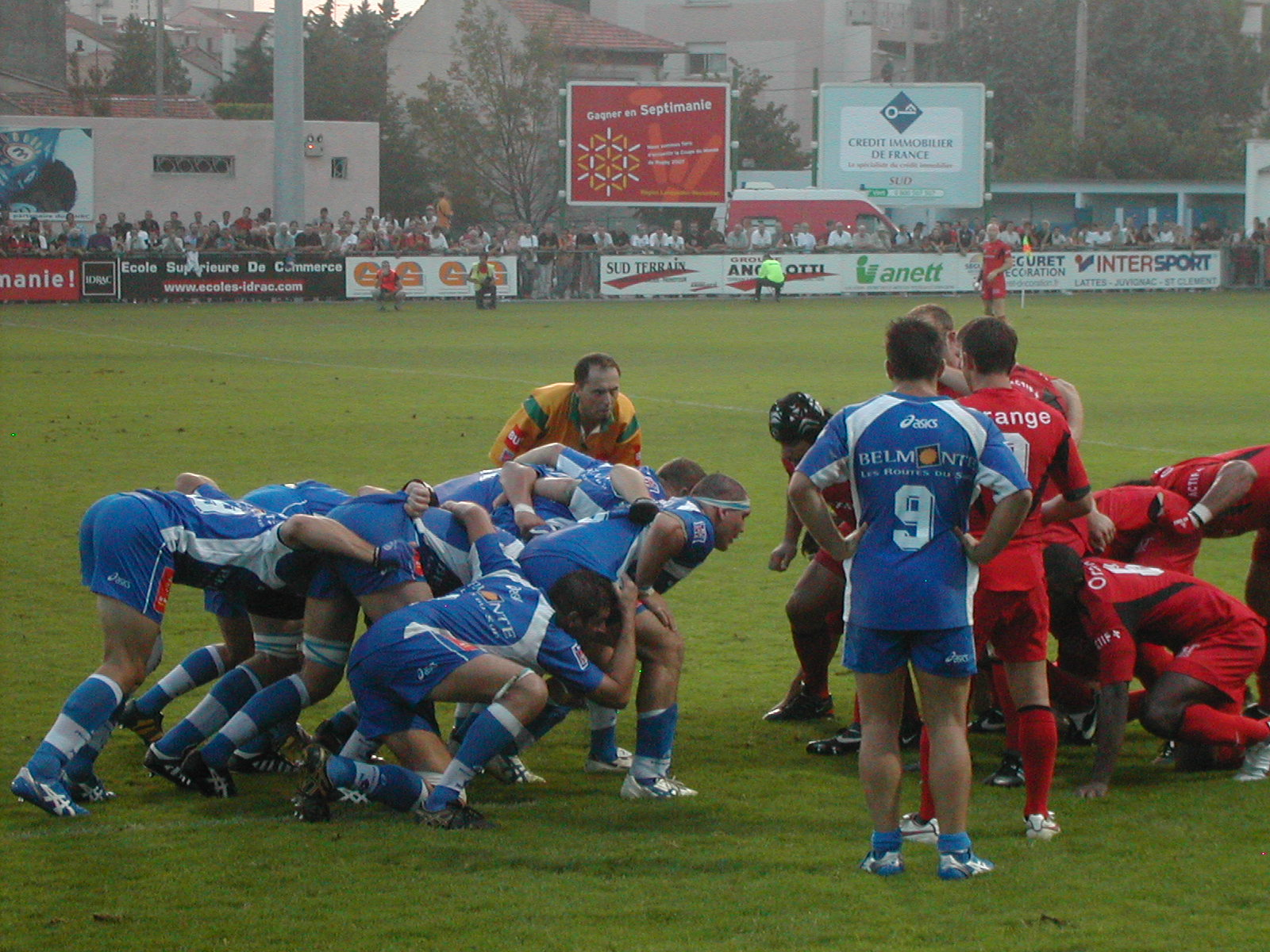
Mêlée entre le MHRC et le Stade toulousain, en septembre 2005

Le Top 16 2004-2005 se déroule dans le cadre d'une poule unique, avant le passage à quatorze équipes. Le MHRC débute par une victoire à domicile contre l'ASM (27-12), s'incline lourdement à Bourgoin (52-07), et l'emporte à Sabathé face au Stade français, inscrivant sept essais au champion en titre (49-25). Les Cistes ne parviennent pas à s'imposer à l'extérieur, et à la mi-saison, se retrouvent à la dixième place. En janvier 2005, Fulgence Ouedraogo et Louis Picamoles sont conviés à Marcoussis, pour le stage des moins de 19 ans.
Montpellier entame la phase retour par une défaite à domicile face à Bourguoin, puis remporte les autres matchs disputés à Sabathé, mais perd le dernier face à Castres. Lors de la victoire face à Perpignan, Denis Navizet se blesse gravement. Il doit mettre un terme à sa carrière de joueur, et rejoint le centre de formation. Lors de l'avant-dernière journée, de nombreux jeunes sont lancés face à Biarritz, parmi lesquels Louis Picamoles, Fulgence Ouedreaogo, Julien Tomas, et François Trinh-Duc. Montpellier termine onzième sur seize, avec douze victoires dont une seule à l'extérieur, et disputera le Top 14. Pour Didier Nourault, « le groupe est jeune et manque d'expérience mais sa volonté et son enthousiasme lui laissent une marge de progression ». Le club ouvre lors de cette saison sa boutique en centre-ville de Montpellier et sur le plan administratif, Alain Egea, coprésident de l'association depuis 2002 en devient le nouveau président en juin 2005, à la suite de la démission de Jean-Jacques Sauveterre.

### Émergence de nouveaux joueurs (2006)

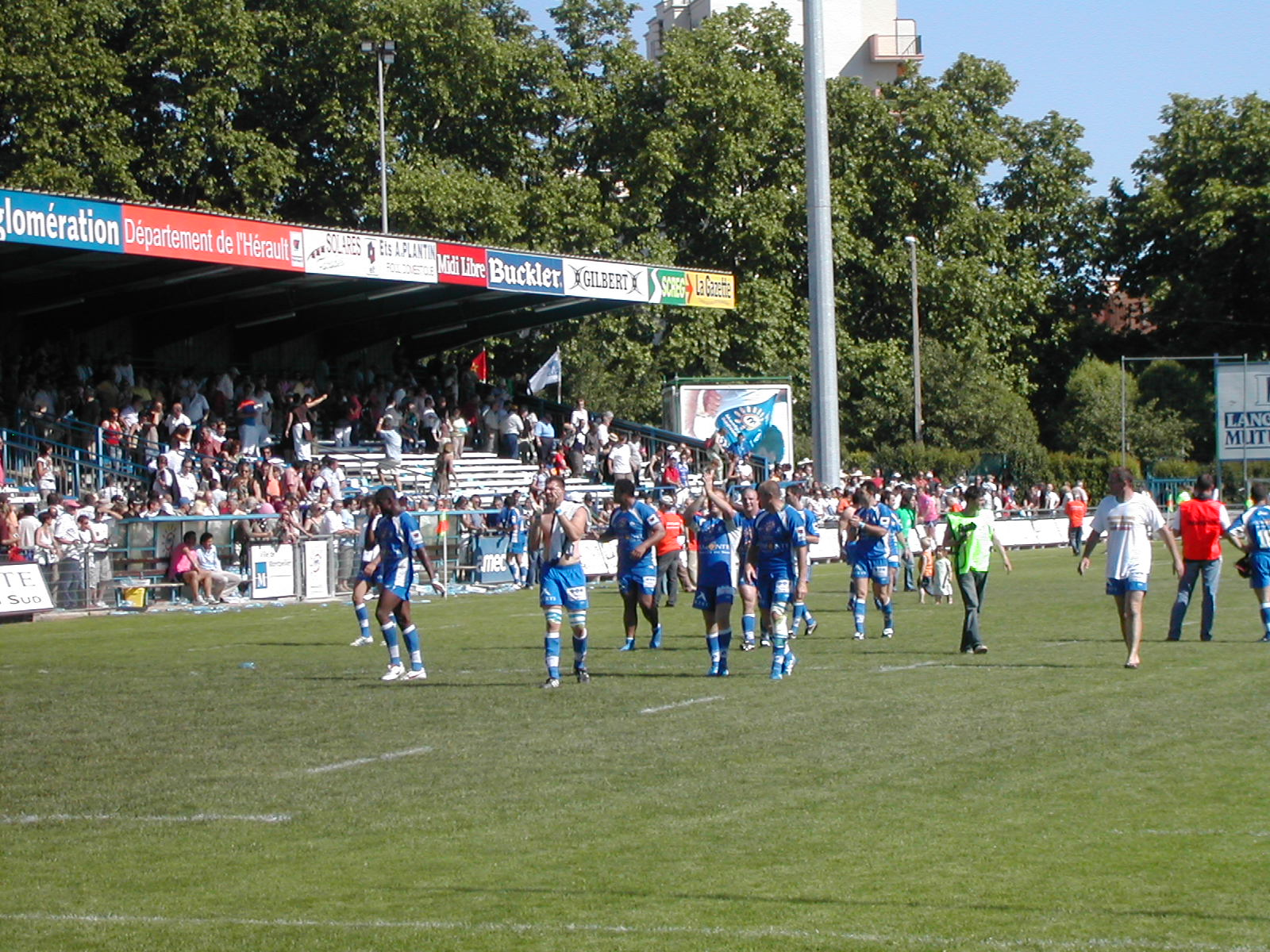
Tour d'honneur des joueurs après le dernier match de la saison 2005-2006

Pour la première saison de Top 14, Didier Nourault est secondé par deux anciens joueurs du club: Didier Bès pour les avants, et pour la première fois par Patrick Arlettaz pour les arrières. Le MHRC entame la saison 2005-2006 par sept défaites de rangs, et ne glane que deux fois le bonus défensif. La première victoire intervient à domicile face à Narbonne, mais ne modifie pas la dynamique: les Cistes ne s'imposent pas en déplacement. Les Héraultais remportent tous les matchs à Sabathé, à l'exception de celui contre Biarritz (18-21), et signent leur record de la saison contre Toulon (51-0).
Son centre de formation est élu meilleur centre de France par la LNR et la FFR le 26 janvier 2006, et trois joueurs formés au club, Fulgence Ouedraogo, Julien Tomas et Jacques Boussuge remportent en fin de saison la Coupe du monde des moins de 21 ans avec l'équipe de France des moins de 21 ans. Le capitaine du MHRC, Jérôme Vallée est quant à lui le premier joueur du club appelé en équipe de France A pour un match contre les îles Tonga, le 26 novembre 2005 au stade de la Mosson. À l'issue de la saison, le staff déclare vouloir renouveler la confiance aux jeunes: « Les leçons du passé doivent nous être utiles. Nous n'hésiterons pas à faire confiance aux jeunes du centre de formation: les Ouedraogo, Boussuge, Picamoles, J.Tomas, Trinh-Duc et Vaudaine ».

### Dernière saison à Sabathé (2007)
Durant l'été 2006, Bernard Lapasset, président de la FFR, et du Groupement d'Intérêt Public de la Coupe du Monde 2007, visite Montpellier, qui doit accueillir plusieurs matchs de la compétition. Il déclare à propos du rugby dans la capitale héraultaise: « Le MHRC n'a pas la volonté de faire un coup, mais l'ambition de s'installer durablement. Ce que fait le MHRC auprès des jeunes de quartiers, ou dans les écoles, est indispensable pour l'image de notre sport. Aller à la rencontre des gens, partager échanger, faire découvrir, c'est aussi cela la mission d'un grand club de rugby. Avec la Coupe du monde, Montpellier est totalement en phase avec ces impératifs ».
Durant l'intersaison, le staff du MHRC connait quelques modifications. Patrick Arlettaz quitte le club pour celui d'Argelès-sur-Mer avec le statut d'entraineur-joueur. Didier Bès intègre le centre de formation, où il entraine les Reichel en binôme avec Jean-Philippe Lacoste, lui-même ancien joueur. Ils sont remplacés respectivement par Alain Hyardet et Eric Tissot. Pour la dernière saison avant le déménagement dans le nouveau stade, les joueurs souhaitent « quitter Sabathé sur une bonne note ». Malgré deux défaites à plus de cinquante points face au Stade Français et Clermont-Ferrand, Montpellier parvient à rester victorieux à domicile, jusqu'à la venue de Brive (12-17). Les Héraultais ne s'imposent pas à l'extérieur, et enregistrent de faibles écarts qui leur permettent d'obtenir le bonus défensif, ainsi que de larges défaites face à Biarritz, et à Castres.
En Challenge Européen, Montpellier est opposé à Bath, aux Harlequins, et au Connacht, et ne remporte qu'un seul match. Le 17 novembre 2006, Laurent Arbo marque son centième essai dans l'élite lors de la victoire face au Stade français (25-13). Lors de la dix-neuvième journée, le staff choisit de titulariser les jeunes Boussuge, Caudullo, Ouedraogo, Picamoles, Tomas, et Trinh-Duc, face à l'Aviron bayonnais contre lequel le MHRC s'impose (39-17), ce qui le fait quitter la dernière place.
Le MHRC dispute son dernier match au stade Sabathé le samedi 12 mai, face à Biarritz, champion de France en titre. Robert Spagnolo, premier entraineur du Stade montpelliérain en 1963, donne le coup d'envoi devant 6500 personnes. Le club héraultais l'emporte avec le bonus (39-29), et se sauve lors de la vingt-sixième journée en obtenant le bonus défensif à Perpignan. Un mois plus tard, le 23 juin 2007, le Stade Yves-du-Manoir est inauguré en présence de Bernard Lapasset, président de la FFR.
En fin de saison, le 9 juin 2007, face à la Nouvelle-Zélande à Wellington, Fulgence Ouedraogo devient le premier Montpelliérain à jouer pour le XV de France. De son côté, l'équipe féminine devient, le 24 juin 2007, championne de France en dominant le Caen Rugby Club en finale à Grenoble, et dispute ses matchs à Sabathé dès la saison suivante, en alternance avec le rugby à XIII.
Sur le plan administratif, la liste menée par Thierry Pérez et Alain Egea l'emporte sur celle menée par Jean-Jacques Sauveterre mais Pérez indique alors sa volonté de quitter la présidence en décembre pour se consacrer aux élections de la LNR.

### La nouvelle vague (2008)
Le MHRC débute dans son nouveau stade le 27 octobre 2007, lors de la 1re journée du Top 14, par une victoire 19 à 12 sur l'USAP devant 10 500 spectateurs. Montpellier termine la saison huitième de la phase régulière et échoue de peu à se qualifier pour la Coupe d'Europe. Cette saison est également la consécration pour la formation montpelliéraine : quatre joueurs de sa nouvelle vague, Fulgence Ouedraogo, François Trinh-Duc, Louis Picamoles et Julien Tomas, sont appelés en sélection nationale par Marc Lièvremont. Les quatre Montpelliérains jouent deux matches ensemble cette année-là (France-Italie et France-Australie le 22 novembre 2008), ce qui leur vaut d'ailleurs d'être surnommés « Les Quatre Fantastiques » par la presse, surnom qui s'avère difficile à porter pour les joueurs.

### Multiples changements (2009)

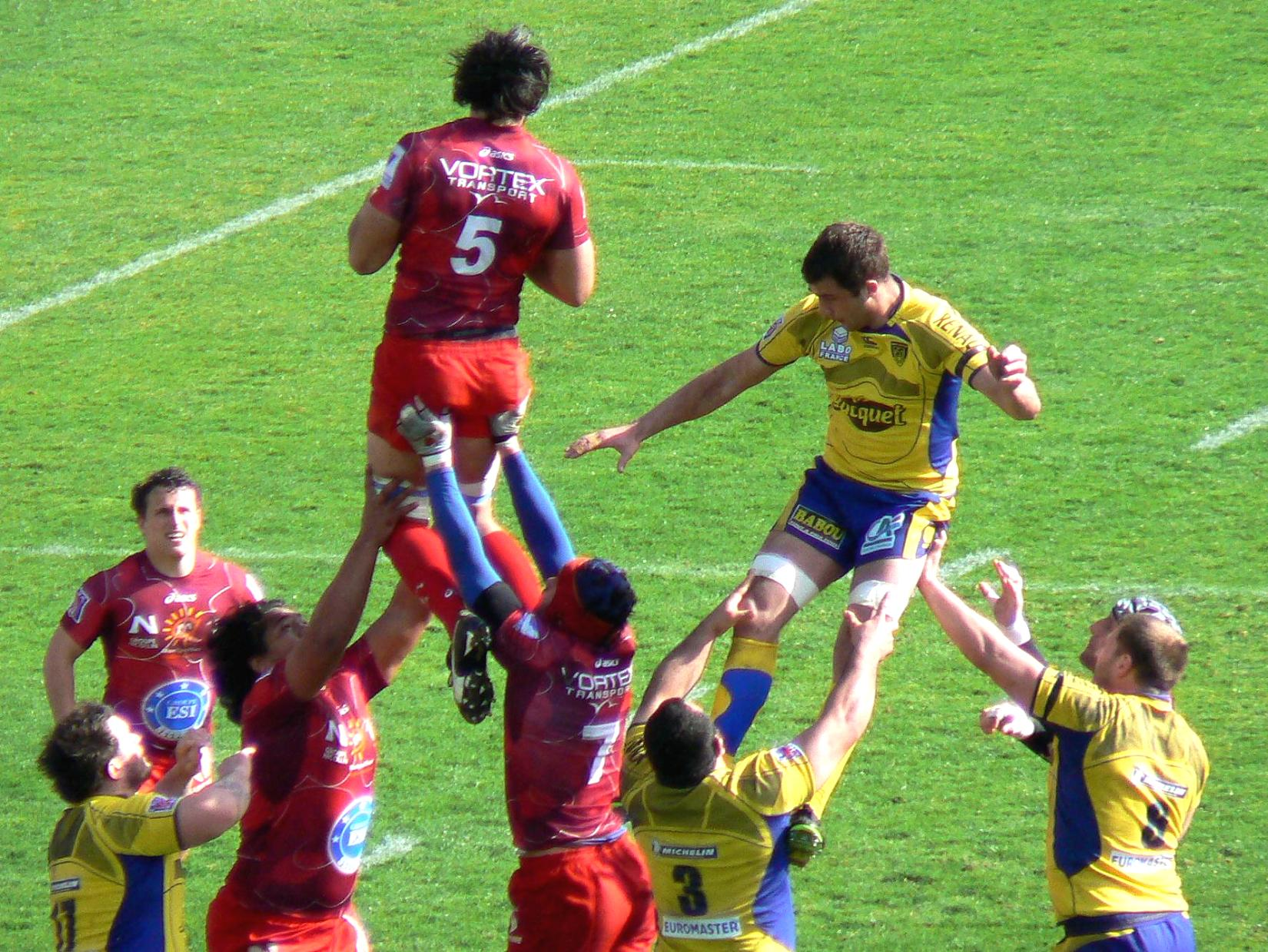
Une touche contre l'ASM Clermont Auvergne au stade Marcel-Michelin le 27 mars 2010

Thierry Pérez quitte la présidence en novembre 2008 pour se consacrer aux élections de la LNR. Son successeur, Philippe Deffins, annonce alors le titre dans les trois ans, le recrutement de Sébastien Chabal et Lionel Nallet et le renouvellement des contrats des quatre nouveaux internationaux. Après deux défaites face au Stade toulousain puis contre l'ASM Clermont Auvergne, il démissionne vingt-six jours plus tard, pointant « la situation financière, juridique et fiscale du club ». Les recrutements prévus ne se font donc pas, alors que Louis Picamoles signe au Stade toulousain. Thierry Pérez revient alors à la présidence. En Top 14, le club se retrouve en position difficile et les entraîneurs Didier Nourault et Alain Hyardet sont remerciés après la large défaite face à l'USAP (50-13). En 2009, le club change de nom et de logo pour devenir le « Montpellier Hérault rugby » (MHR). Ce changement a pour but de se démarquer du Montpellier Hérault Sport Club (MHSC), le club de football de la ville, et de « faire ressortir le mot rugby », selon Thierry Pérez. Sur le terrain, le MHR fait preuve d'irrégularité et malgré treize victoires termine dixième du championnat.
Au mois de mai 2010, le président Thierry Pérez fait venir Fabien Galthié à Montpellier pour entraîner le MHR avec un contrat pour trois saisons. Il est associé à Éric Béchu, ancien entraîneur du SC Albi pour encadrer le secteur sportif du club. 

### Vice-champion de France (2011)
En ce qui concerne l'équipe dirigeante, le club connaît de nombreuses tensions. Le 25 juin 2010, Thierry Pérez démissionne de son poste de président de la SAOS Montpellier Rugby Club, à la suite des pressions exercées par Georges Frêche, président de la région Languedoc-Roussillon et de Montpellier Agglomération, qui menace de couper les subventions publiques versées au club si Pérez ne quitte pas la présidence. Le directoire, par solidarité, démissionne collectivement. Le 9 juillet, l'assemblée générale des actionnaires et le conseil de surveillance de la SAOS Montpellier Rugby Club décident alors la nomination de Jean-Pierre Massines comme nouveau président du directoire et d'Olivier Nicollin comme président du conseil de surveillance. Le 24 février 2011, la totalité des actionnaires du club se réunissent lors d'une assemblée générale extraordinaire et votent à l'unanimité une augmentation du capital de 2,2 millions d'euros (le portant ainsi à 3,5 millions) ainsi qu'un changement de forme juridique de Société anonyme à objet sportif (SAOS) à Société anonyme sportive professionnelle (SASP), faisant de Louis Nicollin l'actionnaire majoritaire du club. Le 20 mai 2011, Mohed Altrad, PDG du groupe Altrad devient à son tour l'actionnaire majoritaire du MHR en apportant 2,4 millions d'euros.

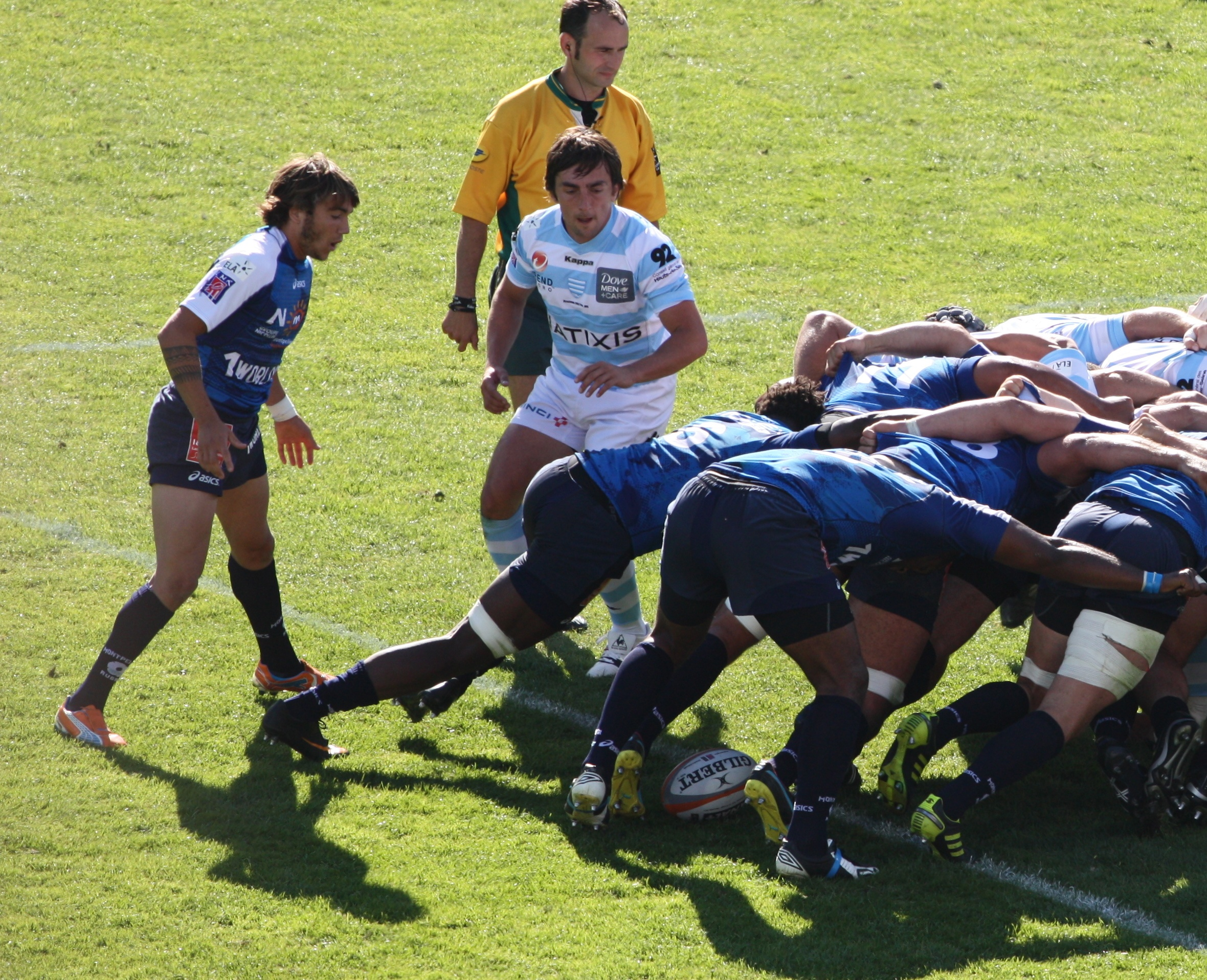
La demi-finale de championnat de la saison 2010-2011

Ces changements à la tête du MHR ne perturbent pas les hommes du duo Galthié-Béchu qui réalisent le meilleur début de saison de l'histoire du club. Au terme des matches aller de la saison 2010-2011, le MHR occupe la place de deuxième du Top 14, après en avoir été le leader lors des huitième et dixième journées. Le MHR connaît une baisse de régime au printemps, mais accroche la sixième place, qualificative pour la Coupe d'Europe, grâce à une victoire avec bonus offensif contre le RC Toulon lors de la dernière journée (27–3). En barrages, le MHR crée la surprise en s'imposant au stade Pierre-Antoine sur le Castres olympique (18-17), puis en demi-finale en défaisant à Marseille le Racing Métro 92 (26–25). Les Montpelliérains s'inclinent en finale face aux Toulousains (10–15) après avoir mené jusqu'à la 71e minute. En fin de saison, Mohed Altrad devient le nouveau président du club, le directeur commercial du groupe Altrad devenant quant à lui président du conseil de surveillance.
À la suite d'une saison 2010-2011 particulièrement aboutie (finaliste du Top 14 Orange, huitième de finale espoir élite, champion de France juniors Reichel, quart de finale juniors Crabos, quart de finale cadets Alamercery et champion de France cadets Gaudermen), le MHR se voit décerner le trophée Total Club complet qui récompense le meilleur club ayant qualifié le plus grand nombre d'équipes dans les cinq catégories majeures des compétitions fédérales.

### Première participation en H Cup (2012)
Le club subit en début de saison 2011-2012 l'absence des joueurs sélectionnés dans leurs différentes équipes nationales pour la Coupe du monde de rugby et ne compte, au bout de neuf journées, que deux victoires. Avec le retour de l’ensemble des joueurs, le MHR réussit une belle seconde partie de saison et termine comme la saison précédente à la 6e place du championnat. En barrage, le club retrouve le Castres olympique mais cette fois-ci s'incline (31-15). L'intersaison est de nouveau marquée par des tensions en ce qui concerne l'équipe dirigeante, entre l'association, responsable du secteur amateur, et le président de la SASP, Mohed Altrad, notamment sur la question de la gestion du centre de formation. Une convention entre les deux parties est finalement signée et la gestion du centre de formation est confiée à l'association.

### Décès d'Eric Béchu (2013)
Lors de cette saison 2012-2013 marquée par la mort de l'entraîneur Éric Béchu, l'équipe termine cinquième du championnat et retrouve de nouveau en barrages le Castres olympique. Les Montpelliérains s'inclinent chez leur adversaire, le futur champion de France (25-12). En Coupe d'Europe, le club atteint pour la première fois de son histoire les quarts de la finale de la compétition, où il est battu par l'ASM Clermont Auvergne (36-14).

### Demi-finaliste du championnat (2014)
En 2013-2014, l'équipe finit deuxième de la phase régulière derrière le RC Toulon, puis, en demi-finale à Lille, s'incline encore une fois face au Castres olympique champion de France 2013 en prolongations (19-22). La quatrième saison de Fabien Galthié à la tête de l'équipe se termine mal.

### Mise à l'écart de Fabien Galthié, Jake White consultant (2015)

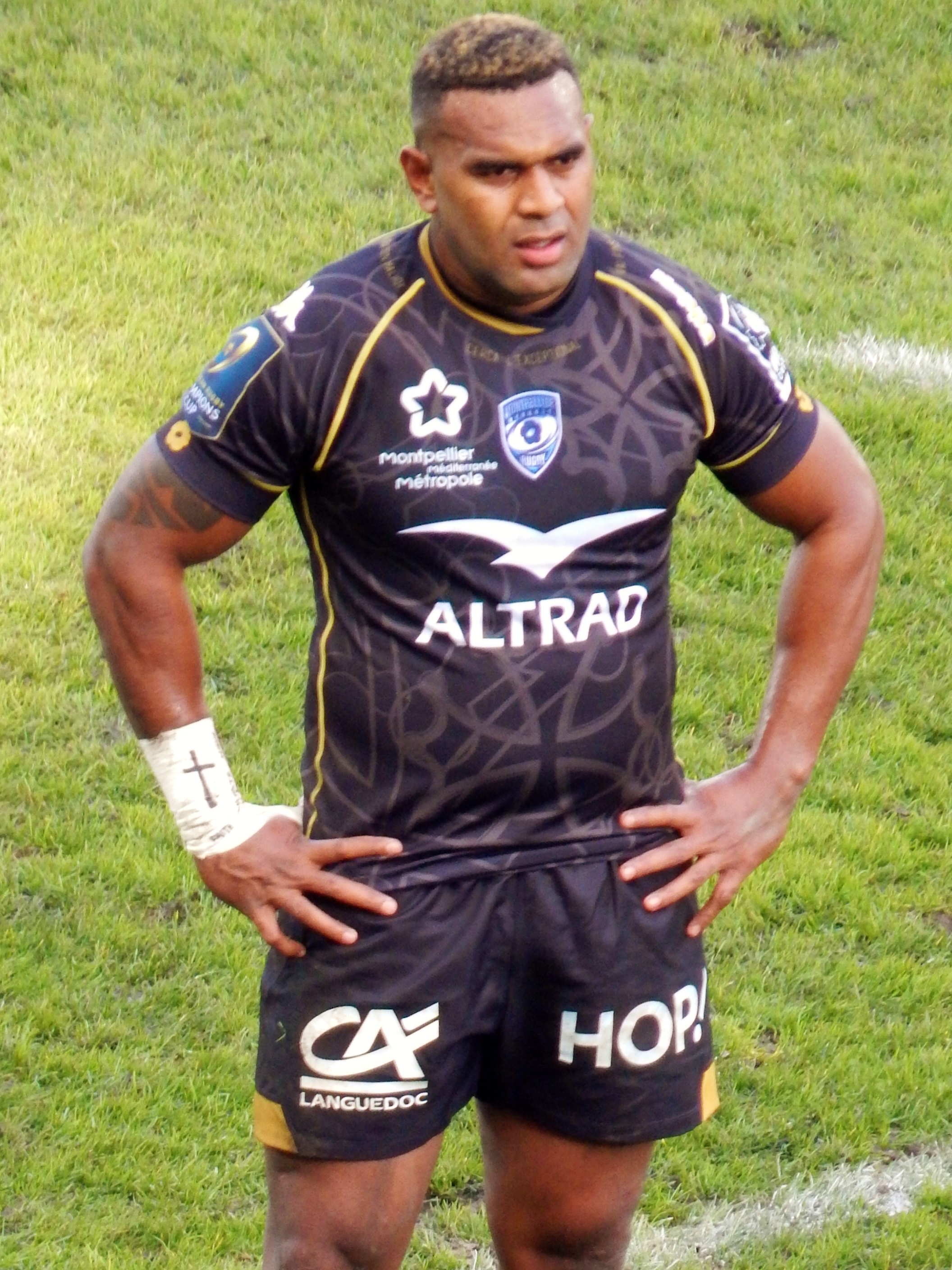
Timoci Nagusa meilleur marqueur d'essais du club avec 92 réalisations.

La saison 2014-2015 démarre par une défaite pour les Montpelliérains qui s'inclinent face aux Racingmen. Ils se rattrapent difficilement à domicile face à Grenoble, et s'imposent au Michelin pour la première fois. La victoire à domicile face à Castres permet au club héraultais d'occuper la première place du classement. Le mois de novembre est marqué par un enchainement de quatre défaites, et voit Mario Ledesma démis de ses fonctions d'entraineur-adjoint responsable des avants. Fabien Gatlhié prend en charge les avants, tandis que Stéphane Glas conserve ses prérogatives d'entraineur-adjoint responsable des arrières. La série de défaites, toutes compétitions confondues, se poursuit, et va conduire à la mise à pied de Fabien Galthié par Mohed Altrad le 29 décembre. La mise à pied du technicien français se prolonge en janvier quelques semaines plus tard. Il est remplacé par le Sud-Africain Jake White, initialement pour une mission de consultant de six mois.
Jake White débute sa mission par une victoire à domicile face à Toulon, et une défaite à Oyonnax en Top 14, et par une défaite Glasgow, et une victoire à domicile contre Toulouseen Coupe d'Europe. En février, Galthié assigne Altrad aux prud'hommes; ce dernier décide de prolonger Jake White pour deux années supplémentaires. Après cinq mois d'absence, François Trinh-Duc fait son retour face au Lou, et inscrit l'un des six essais de la victoire bonifié qui permet au MHR de se relancer dans la course à la qualification. La défaite à domicile face à l'ASM, lors de la dernière journée (17-29), voit Montpellier terminer à la huitième place du classement.

### Demi-finaliste du championnat, victoire en Challenge Cup (2016)

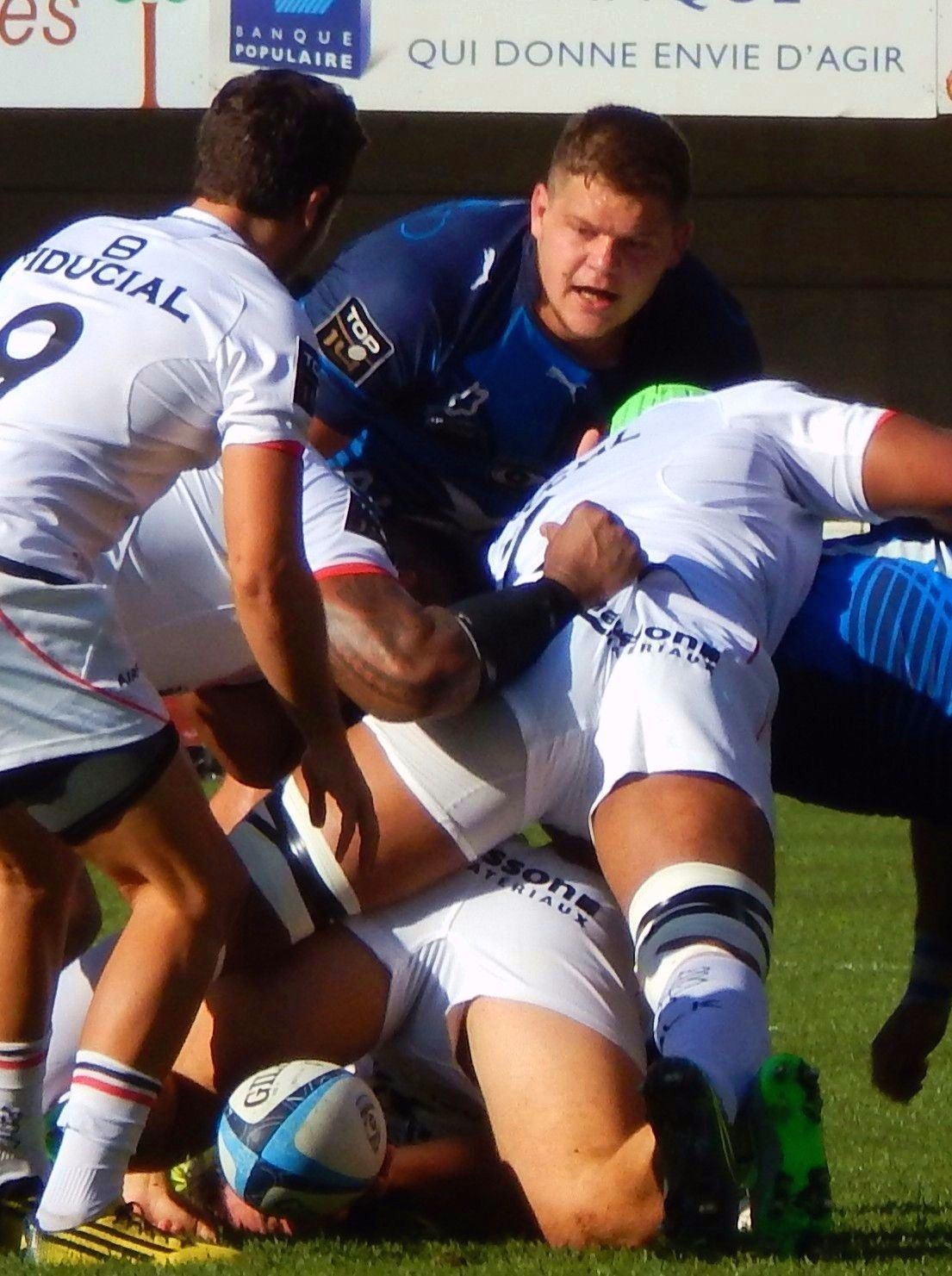
L'ancien Grenoblois Paul Willemse porte les couleurs du club depuis 2015.

Durant l'intersaison, Jake White procède à de nombreux changements. Côté staff, les français Didier Bès (avants), et Stéphane Glas (arrières), sont remplacés respectivement par le sud-africain Shaun Sowerby arrivé avec White la saison précédente, et l'australien Scott Wisemantel. Côté joueurs, le club fait signer de nombreux internationaux sud-africains, et australiens, parmi lesquels Bismarck du Plessis. Abdelatif Benazzi fait son entrée dans l'organigramme du club en qualité de manager sportif.
Pour le premier match de la saison 2015-2016, Montpellier reçoit Oyonnax, et l'emporte (35-19). Avec dix-huit victoires pour huit défaites, le MHR oscille entre la deuxième et la septième place durant la phase régulière. Lors de la dernière journée, le club héraultais s'incline face au Racing 92 (40-25), et finit troisième, ce qui lui permet de disputer le barrage à domicile. Timoci Nagusa est le meilleur marqueur de la saison avec quatorze essais, tandis que Bismarck du Plessis se distingue en étant l'avant le plus prolifique avec huit essais. Le club héraultais se hisse à la troisième place du classement des meilleures attaques.
Lors du barrage à domicile contre le Castres Olympique, Nagusa, Willemse, et Spies, inscrivent un essai chacun, et sont les principaux artisans de la victoire (28-9). La demi-finale disputée au Roazhon Park de Rennes voit le MHR affronter Toulon, triple champion d'Europe en titre. Malgré deux essais de Jesse Mogg, le club héraultais échoue à se qualifier pour la finale du Camp Nou (27-18).

Montpellier remporte le Challenge européen en 2016.

Les Montpelliérains débutent la phase aller du Challenge européen par une défaite chez les Harlequins (41-18), auteurs de six essais. Le MHR se rattrape à domicile par une victoire contre les Italiens de Calvisano (64-0), inscrivant notamment dix essais. Lors du troisième match, Montpellier se déplace à Cardiff, et prend l'avantage au bout de vingt minutes de jeu grâce à trois essais de Mackintosh, Nagusa, et Malzieu, mais enregistre sa deuxième défaite (37-27). Les Héraultais prennent leur revanche sur les Gallois une semaine plus tard à domicile (23-22), pour le début de la phase retour. En déplacement en Italie, le MHR inscrit sept essais pour l'emporter contre Calvisano (7-47). Grâce à sa victoire à domicile contre les Harlequins (42-9), Montpellier se qualifie pour les phases finales de la compétition.
Les Cistes se déplacent en Angleterre pour le quart de finale, et l'emportent face à Sale (19-25). Benoît Paillaugue se distingue en inscrivant vingt points. En demi-finale, le MHR reçoit les Gallois de Newport, et l'emporte (22-12). Bismarck du Plessis avec un essai, et Demetri Catrakilis avec quatorze points au pied sont les principaux artisans de la victoire. Programmée au Parc Olympique Lyonnais à Décines-Charpieu, la finale voit le MHR affronter les Harlequins. Entré en jeu à la 18ème minute en remplacement de l'arrière Benjamin Fall, Jesse Mogg avec deux essais, et l'ouvreur Demetri Catrakilis au pied, inscrivent les points de la victoire (26-19),.
Les joueurs ayant participé à la finale 2016 :
1. Mikheil Nariashvili puis Yvan Watremez 2. Bismarck du Plessis puis Mickaël Ivaldi  3. Jannie du Plessis puis Davit Kubriashvili

4. Jacques du Plessis puis Sitaleki Timani  5. Paul Willemse 

6. Fulgence Ouedraogo  8. Pierre Spies puis Kélian Galletier 7. Akapusi Qera 

9. Nic White puis Benoît Paillaugue 10. Demetri Catrakilis 

11. Marvin O'Connor  12. François Steyn 13. Anthony Tuitavake puis Robert Ebersohn 14. Timoci Nagusa 

15. Benjamin Fall puis Jesse Mogg

### Fins de contrat (2017)
Durant l'été, le club enregistre notamment l'arrivée de Joe Tomane, Nemani Nadolo, et Ben Botica, ainsi que les départ de François Trinh-Duc pour Toulon, Thibaut Privat pour Lyon, et la retraite de Nicolas Mas. Timoci Nagusa se distingue en rentrant des Fidji avec neuf semaines de retard. Côté staff, l'intérêt manifesté par Jake White pour entrainer le XV de la Rose déplait à Mohed Altrad, qui choisit de ne pas prolonger le contrat du technicien Sud-Africain au-delà de son terme en juin 2017. Le président héraultais contacte Vern Cotter, dont le contrat avec la sélection d'Écosse s'achève l'été suivant. 
Pour le premier match de la saison 2016-2017, les Montpelliérains se déplacent, et perdent, à Toulouse. La première réception face à Clermont se conclue également par une défaite, mais permet aux Cistes d'accrocher le bonus défensif. La première victoire des Héraultais est acquise sur le terrain de l'UBB, qui enchainent trois victoires bonifiées qui les hissent à la seconde place du classement. Fin septembre, le club annonce que Vern Cotter sera le nouvel entraineur à partir de la saison 2017-2018, sitôt son contrat avec la sélection d'Écosse terminé.
Qualifié pour la Champions Cup, via sa victoire en Challenge Européen, Montpellier chute à Northampton lors de la première journée, mais se rattrape face au Leinster.
En prévision de la tournée d'hiver du XV de France, le sélectionneur Guy Novès convoque Marvin O'Connor, et Kélian Galletier. En alternant victoires bonifiées à domicile, et défaites avec bonus défensif à l'extérieur, Montpellier termine la phase aller par un déplacement à Grenoble, et réalise sa plus large victoire (37-51). Ce qui permet au club héraultais de se hisser à la seconde place, tandis qu'Abdelatif Benazzi annonce qu'il quittera ses fonctions de manager sportif à l'issue de la saison.

### Vice-champion de France (2018)
En 2017-2018, les Montpelliérains de Vern Cotter, secondé par Nathan Hines pour les avants, et Alexander King pour les arrières, leader de la saison régulière en Top 14, éliminent les Lyonnais du LOU au Parc OL de Décines-Charpieu.
Le capitaine Louis Picamoles et ses nombreux champions du monde sud-africain (Ruan Pienaar, Bismarck du Plessis, François Steyn) et néo-zélandais (Aaron Cruden) s'inclinent une seconde fois en finale du Top 14 au Stade de France face au Castres olympique (29-13).
Le champion du monde sud-africain Ruan Pienaar inscrit une pénalité mais échoue plusieurs fois. Son compatriote François Steyn marque aussi une pénalité. En deuxième mi-temps, le puissant pack héraultais obtient logiquement un essai de pénalité après le carton rouge entraînant l'expulsion du Castrais Loic Jacquet.

### Crise, et remontée au classement (2019)
Durant l'intersaison, Montpellier ne recrute que deux joueurs: Johann Goosen, retiré des terrains du Top 14 depuis décembre 2016, et Julien Le Devedec. Ancien demi de mêlée du club, Julien Tomas revient dans son club formateur en qualité de joker médical de Benoît Paillauge. Pour le premier match de la saison 2018-2019, le vice-champion montpelliérain s'incline face au champion castrais, qui met fin à deux ans d'invincibilité du MHR à domicile. Les Cistes se rattrapent lors de la deuxième journée en se défaisant de La Rochelle, et obtient le match nul pour son premier déplacement. Après trois victoires de rang, le MHR parvient à se hisser dans les places qualificatives. Louis Picamoles se distingue par un quadruplé face à Toulouse. Deux défaites face au Stade Français et au Racing font descendre les Cistes à la huitième place, qui se relancent face à Agen. Une défaite à domicile contre Clermont, puis contre le promu Grenoblois fait chuter le club héraultais à la 9ème place. Les Cistes débutent l'année par une victoire bonifiée à domicile contre la Section paloise, et une défaite contre Lyon, et restent en dehors des places qualificatives.
En Champions Cup, le MHR débute par une victoire à domicile face aux Écossais d'Édimbourg, mais s'incline en déplacement en Newcastle. Le troisième match se solde par une défaite face aux Varois, mais les Héraultais prennent leur revanche une semaine plus tard. La victoire bonifiée à domicile contre Newcastle, ajoutée à la défaite de Toulon face à Édimbourg, permet aux Cistes de se relancer pour la qualification. Mais la défaite à Édimbourg met fin à la campagne européenne des Héraultais.
Dans le cadre du Tournoi des VI Nations, le sélectionneur Jacques Brunel convoque quatre Montpelliérains: Yacouba Camara, Kélian Galletier, Louis Picamoles, et Paul Willemse, récemment naturalisé. Le XV de France termine à la quatrième place de l'édition 2018, tandis que Picamoles se distingue en inscrivant le premier essai du Tournoi lors la réception du Pays de Galles.
Après l'échec en Champions Cup, le MHR enregistre une nouvelle défaite face à La Rochelle, puis contre Perpignan. Cette cinquième défaite de la saison à domicile, face au promu qui n'a pas gagné un match depuis le début de la saison, laisse éclater la crise qui couvait depuis plusieurs semaines. Certains joueurs sud-africains, pas ou peu investis, sont mis à l'écart du groupe, notamment Ruan Piennar. Les Cistes se relancent avec une victoire bonifiée contre l'UBB, et vont enchainer une série de victoires- dont plusieurs bonifiées-, entrecoupée d'une courte défaite face au Racing, qui les relancent dans la course aux places qualificatives. Lors de la victoire bonifiée contre le Stade Français, Fulgence Ouedraogo rejoint Didier Bès en devenant le deuxième joueur à franchir la barre des 300 matchs disputés sous le maillot montpelliérain, mais en étant le premier joueur formé au club à atteindre ce chiffre. Victorieux à Clermont (27-28), les Montpelliérains terminent la saison à la sixième place, mais sont battus par les Lyonnais lors du quart de finale.

### Saison interrompue (2020)
Durant l'intersaison, le MHR procède à de nombreux changements. Xavier Garbajosa devient le nouvel entraineur en remplacement de Vern Cotter, qui prend le poste de directeur de rugby. Fonction que ce dernier doit occuper jusqu'à la fin de la saison avant de devenir sélectionneur des Fidji. Récent retraité, Julien Tomas intègre le staff en tant qu'intervenant skills. Côté joueurs, Ruan Piennar quitte le club, tandis que Caleb Timu, Anthony Bouthier, Guilhem Guirado, Vincent Rattez, et Cobus Reinach le rejoignent.
Les Cistes débutent la saison 2019-2020 par une défaite à Castres, et se rattrapent à domicile par deux victoires face à la Section, et au Stade rochelais, et se hissent aux places qualificatives. Après une série de quatre matchs sans victoire (trois défaites, un nul), Montpellier reste invaincu à domicile en se défaisant du Stade toulousain, et en faisant chuter le leader lyonnais.
Le MHR entame la campagne de Champions Cup par une défaite en Irlande, face au Connacht, mais se rattrape par une victoire à domicile contre Gloucester. Montpellier perd ses deux rencontres face à Toulouse, et en déplacement à Gloucester, et se retrouve éliminé des qualifications, avant la dernière victoire à domicile face au Connacht.
Recrue phare du MHR, et récent champion du monde avec l'Afrique du Sud, l'ouvreur Handré Pollard fait ses débuts lors du déplacement au Racing, et inscrit son premier essai pour son second match face au Stade Français. Ce qui n'empêche pas le club héraultais de concéder le match nul qui l'exclue des places qualificatives.
Début janvier, Jean-Baptiste Elissalde rejoint le staff en au poste d'entraineur-adjoint responsable de la défense et des skills, tandis que Philippe Saint-André, libre de tout contrat depuis sa retraite de sélectionneur du XV de France, devient le nouveau directeur de rugby laissée vacante par Vern Cotter. Ce dernier voulant débuter sa mission de sélectionneur des Fidji le plus tôt possible. Les Cistes entament l'année par deux victoires face à Brive, et l'Aviron Bayonnais, et par deux défaites face à Toulouse, et Pau. En prévision du Tournoi des VI Nations, le sélectionneur Fabien Galthié retient cinq Montpelliérains dans son groupe: Anthony Bouthier, Mohamed Haouas, Gabriel Ngandebe, Arthur Vincent, et Paul Willemse. Mi-mars, la pandémie de Covid-19 qui s'étend, et les différentes mesures sanitaires qui en découlent, obligent les dirigeants de la LNR à stopper la saison 2019-2020 à la 17ème journée.

### Éviction de Garbajosa, victoire en Challenge Cup (2021)

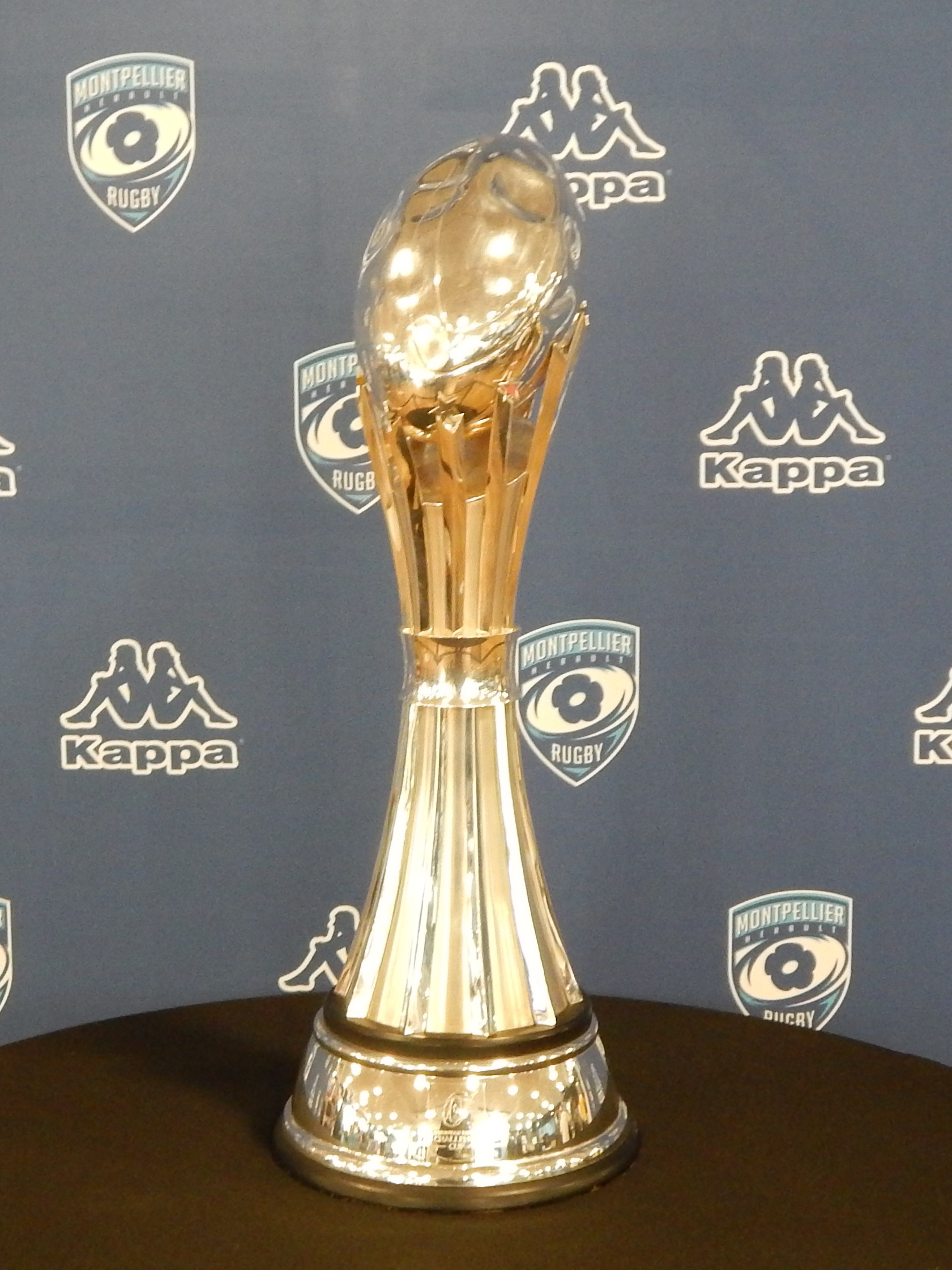
La Challenge Cup exposée à Montpellier en mai 2021.

Durant l'intersaison, le MHR accueille l'anglais Alex Lozowski, dont le club des Saracens vient d'être administrativement relégué en deuxième division pour dépassement du plafond salarial, ainsi que Mickaël Capelli, Enzo Forletta, et Alexandre Bécognée. Lors de la saison 2020-2021, les Cistes enregistrent une série de sept défaites en dix rencontres, dont trois à domicile. Xavier Garbajosa est remercié de son poste de manager, et remplacé par Saint-André. Ce dernier conserve Jean-Baptiste Élissalde au poste d'entraineur-adjoint responsable de la défense et des skills, et Olivier Azam entraineur-adjoint responsable de la mêlée et de la touche. Après une succession de courtes défaites, le trio renoue avec la victoire, et assure le maintien en Top 14 lors de l'avant-dernière journée.
Qualifiés pour les phases finales du Challenge européen, les Montpelliérains reçoivent, et éliminent les Écossais de Glasgow en huitième de finale (26-21). Guilhem Guirado, puis Anthony Bouthier  inscrivent un essai chacun. En quart de finale, toujours à domicile, le MHR affrontent les Italiens du Benetton. Disputés sous la pluie, le match est d'abord un duel de buteurs entre Benoît Paillaugue et Paolo Garbisi, ce dernier inscrivant un essai en seconde période. Ce qui n'empêche pas le MHR de vaincre le Benetton (31-25).
Pour la demi-finale, le MHR se déplace chez les Anglais de Bath Rugby, au Recreation Ground. Les locaux ouvrent le score à la 3ème minute, mais Yacouba Camara inscrit un essai un quart d'heure plus tard, avant que les buteurs Paillaugue, puis Pollard, prennent le relais pour assurer la victoire (10-19), et qualifier le MHR pour sa deuxième finale dans cette compétition.
À Londres, au stadeTwickenham, Montpellier affronte les Leicester Tigers, où évolue l'ancien montpelliérain Nemani Nadolo. Vincent Rattez à la 13ème minute, puis Johan Goosen à la 57ème minute, inscrivent chacun un essai, et le club remporte sa deuxième Challenge Cup (18-17). Durant la finale, Paillaugue réussit une transformation, et deux pénalités, qui lui permettent de franchir la barre des 1200 points inscrits sous le maillot montpelliérain.
Les joueurs ayant participé à la finale 2021 :
1. Enzo Forletta  2. Guilhem Guirado  puis Bismarck Du Plessis 3. Mohamed Haouas puis Titi Lamositele

4. Florian Verhaeghe 5. Paul Willemse puis Tyler Duguid

6. Fulgence Ouedraogo puis Jacques du Plessis 8. Alexandre Bécognée 7. Yacouba Camara 

9. Benoît Paillaugue puis Cobus Reinach 10. Alex Lozowski 

11. Vincent Rattez 12. Jan Serfontein puis Handré Pollard 13. Johan Goosen 14. Arthur Vincent puis Gabriel N'Gandebe

15. Anthony Bouthier 

### Champion de France (2022)

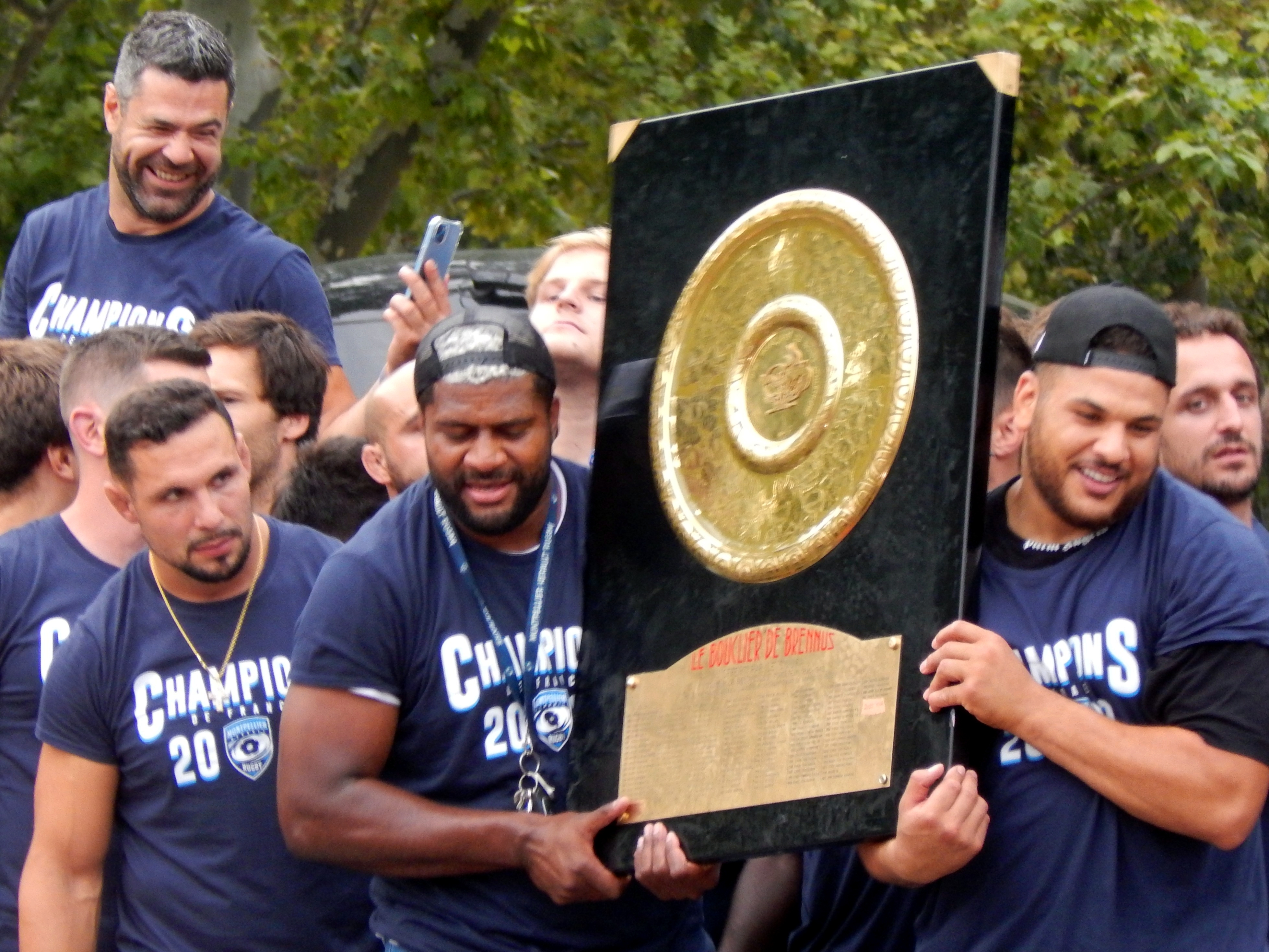
Le Bouclier de Brennus présenté à Montpellier le 25 juin 2022.

Durant l'intersaison, Philippe Saint-André renforce son staff en intégrant l'ancien arbitre Alexandre Ruiz, pour s'occuper des attitudes au contact, et Bruce Reihana pour s'occuper des skills. Côté joueurs, Paolo Garbisi et Zach Mercer intègrent l'effectif, tandis que Geoffrey Doumayrou fait son retour dans son club formateur. En ouverture de la saison 2021-2022, Montpellier obtient le nul face au RCT (24-24), et remporte son premier match à domicile face à Brive (39-17), mais perd le second face au Stade toulousain. Après trois défaites de rang, le MHR enchaîne neuf victoires consécutives, entrecoupé d'un match nul, et parvient à se hisser à la première place du classement à la 21ème journée de la saison. Il descend à la seconde place lors de la dernière journée, avec une défaite contre Clermont combinée à la victoire de Castres à Pau.
En Coupe d'Europe, le MHR se qualifie malgré un bilan mitigé de deux victoires pour deux défaites. Les huitièmes de finales se déroulant sur le format « aller/retour », Montpellier élimine les Anglais des Harlequins en huitième de finale au Twickenham Stoop (60-59, score cumulé ), avant de s'incliner en quart de finale (31-19) contre le Stade rochelais, futur vainqueur de l'épreuve.
Directement qualifié pour la demi-finale prévue à l'Allianz Riviera de Nice, Montpellier affronte  l'Union Bordeaux Bègles, vainqueur du barrage contre les Franciliens du Racing 92. Les Cistes l'emportent, notamment grâce à un essai de Rattez (19-10), et à deux pénalités de cinquante-cinq mètres de Gela Aprasidze. Pour la troisième finale de Top 14 de son histoire, Montpellier est opposé à Castres. Avec trois essais, et une transformation, dans le premier quart d'heure, le MHR est en tête à la pause. En seconde mi-temps, les Cistes continuent de mener au score, et malgré le carton jaune reçu par Nicolaas Janse van Rensburg, ainsi que l'essai inscrit par Vilimoni Botitu, Montpellier devient champion de France pour la première fois (10-29). Le 30 juillet, Fulgence Ouedraogo, Louis Picamoles, et François Trinh-Duc, se retrouvent au stade Sabathé pour leur jubilé, chacun avec une équipe composé d'anciennes gloires de leurs clubs respectifs. Tous les trois, accompagnés de Guilhem Guirado, traversent le stade de leurs débuts, Bouclier de Brennus en main. Lors de la 18ème Nuit du Rugby, le MHR est honoré par deux trophées: Zach Mercer reçoit celui de «Meilleur Joueur», Philippe Saint-André et ses adjoints celui de «Meilleur Staff».
Les joueurs ayant participé à la finale 2022 :
1. Titi Lamositele puis Robert Rodgers  2. Guilhem Guirado puis Brandon Paenga-Amosa 3. Mohamed Haouas puis  Henry Thomas 

4. Florian Verhaeghe puis Nico Janse van Rensburg 5. Bastien Chalureau puis Mickaël Capelli 

6. Alexandre Bécognée 8. Zach Mercer 7. Yacouba Camara  

9. Benoît Paillaugue puis Gela Aprasidze 10. Paolo Garbisi puis Handré Pollard 

11. Vincent Rattez 12. Jan Serfontein puis Gabriel N'Gandebe 13. Geoffrey Doumayrou 14. Arthur Vincent

15. Anthony Bouthier 

### L'ère Laporte (depuis 2024)

#### Maintien obtenu en barrage  contre le FC Grenoble (2024)
À la suite d'une série de plusieurs défaites en début de saison, le MHR se retrouve en grande difficulté et en fin de classement en Top 14. Bernard Laporte est alors nommé directeur sportif du MHR et Patrice Collazo entraîneur. Malgré de meilleurs résultats, le MHR termine 13e du championnat de France en position de barragiste. En Isère, au stade des Alpes, dans le barrage pour se maintenir en élite, le 16 juin 2024, Montpellier se maintien in extrémis en Top 14 grâce à une courte victoire les Grenoblois (20-18) finaliste malheureux de Pro D2 contre Vannes.
Le XV du MHR de départ :
1. Baptiste Erdocio  2. Vano Karkadze 3. Luka Japaridze 

4. Tyler Duguid 5. Bastien Chalureau 

6. Nico Janse van Rensburg 8. Lenni Nouchi  7. Alexandre Bécognée 

9. Cobus Reinach 10. Louis Carbonel 

11. Gabriel N'Gandebe 12. Jan Serfontein 13. Auguste Cadot 14. Ben Lam 

15. Julien Tisseron 

## Image et identité

### Couleurs et maillots
Né de la fusion du Stade montpelliérain et de la section rugby du Montpellier Paillade Sport Club, le Montpellier Hérault rugby a logiquement repris les principaux éléments des équipements de ces deux clubs. Les premiers maillots portés à domicile sont majoritairement bleus couleurs de la ville de Montpellier avec une bande rouge et blanche. Actuellement, le club joue aujourd'hui en bleu ciel et bleu marine, et en blanc à l'extérieur. Des maillots spécifiques sont mis en place pour la Coupe d'Europe.
Évolution du maillot montpelliérain
| 1986 | 2002-2009 | 2011 | 2012 | 2019 |

### Logo
Le premier logo, utilisé jusqu'au titre de Pro D2 en 2003, reprend le logotype de la ville de Montpellier, un grand « M » sur un fond bleu. Le 19 décembre 2003, les dirigeants ajoutent le « H » de l'Hérault au nom du club et choisissent un logo avec la fleur du ciste de Montpellier, arbuste très présent dans la garrigue. Le bleu ciel fait son apparition. En 2009, le « C » est abandonné pour se différencier du Montpellier Hérault Sport Club. En août 2010, le logo est légèrement modifié avec l'apparition d'un pétale supplémentaire sur la fleur. Le 24 mai 2013, le club change à nouveau son logo pour un retour vers un bouclier portant la fleur de ciste et le nom du club.

Évolution des logos du club
Logo MRC (1986-2003)
Logo MHRC (2003-2009)
Logo MHR (2009-2010)
Logo MHR (2010-2013)
Logo MHR depuis mai 2013

## Palmarès
Le tableau suivant récapitule les performances du club :
- titres de champion et finales ainsi que les meilleures performances dans les compétitions.

Le club a également remporté le Challenge Armand Vaquerin en 2009 et le Legion Geneva Challenge en 2013, deux compétitions amicales.
| Compétitions nationales | Compétitions internationales | Compétitions de jeunes |
| --- | --- | --- |
| Championnat de France de première division - Champion (1) : 2022 - Vice-champion (2) : 2011 et 2018 Championnat de France de deuxième division - Champion (1) : 2003 Barrage d'accession au championnat de France de première division - Vainqueur (1) : 2024 Challenge de l'Espérance - Vainqueur (1) : 1993 - Finaliste (1) : 1990 | Coupe d'Europe - Meilleure performance : quart-de-finaliste en 2013 et 2022 Challenge européen - Vainqueur (2) : 2016 et 2021 Bouclier européen - Vainqueur (1) : 2004 | Championnat de France espoirs - Champion (2) : 2008, 2013 - Vice-champion (1) : 2007 Coupe Frantz-Reichel - Vainqueur (1) : 2011 - Finaliste (1) : 2004 Championnat de France juniors Crabos - Champion (1) : 2015 - Vice-champion (1) : 1994 Championnat de France juniors Balandrade - Champion (1) : 2006 Championnat de France cadets Alamercery - Champion (1) : 2009, 2025 - Vice-champion (1) : 2010 Championnat de France cadets Gaudermen - Champion (1) : 2011 - Vice-champion (1) : 2013 Championnat de France minimes - Super Challenge de France Élite - Champion (1) : 2015 Challenge provinces Frantz-Reichel coupe A - Vainqueur (1) : 1995 |

L'équipe première du club montpelliérain dispute cinq finales dont les détails sont donnés dans le tableau suivant.

## Les finales du Montpellier HR

### Championnats Européens
| Compétition        | Date de la finale | Vainqueur      | Score | Finaliste     | Lieu de la finale                         | Spectateurs |
| ------------------ | ----------------- | -------------- | ----- | ------------- | ----------------------------------------- | ----------- |
| Bouclier européen  | 21 mai 2004       | Montpellier HR | 25-19 | Rugby Viadana | Stade Sergio-Lanfranchi, Parme            | 2 553       |
| Challenge européen | 13 mai 2016       | Montpellier HR | 26-19 | Harlequins    | Parc Olympique lyonnais, Décines-Charpieu | 28 556      |
| Challenge européen | 21 mai 2021       | Montpellier HR | 18-17 | Leicester     | Stade de Twickenham, Londres              | 10 000      |

### Championnats de France
| Compétition                   | Date de la finale | Vainqueur         | Score   | Finaliste         | Lieu de la finale            | Spectateurs |
| ----------------------------- | ----------------- | ----------------- | ------- | ----------------- | ---------------------------- | ----------- |
| Pro D2                        | 2 juin 2003       | Montpellier HR    | 25-21   | Tarbes PR         | Stade Sapiac, Montauban      | 9 500       |
| Top 14                        | 4 juin 2011       | Stade toulousain  | 15-10   | Montpellier HR    | Stade de France, Saint-Denis | 77 000      |
| Top 14                        | 2 juin 2018       | Castres olympique | 29-13   | Montpellier HR    | Stade de France, Saint-Denis | 78 442      |
| Top 14                        | 24 juin 2022      | Montpellier HR    | 29-10   | Castres olympique | Stade de France, Saint-Denis | 78 914      |
| Barrage d'accession au Top 14 | 16 juin 2024      | Montpellier HR    | 20 - 18 | FC Grenoble       | Stade des Alpes, Grenoble    | 19 714      |

## Structures

### Stades

#### Stade Sabathé
Le stade Sabathé érigé en 1909, porte alors le nom de « stade de la Croix Bonhomme » et est édifié de façon sommaire au milieu des vignes. Le stade est inauguré le 11 novembre 1930 lors du match opposant l'union sportive Montpelliéraine au Racing club narbonnais. Il prend, en 1944, le nom de « stade Sabathé » en hommage à Jean Sabathé, capitaine-entraîneur de l'USM mort en 1941 d'un accident cardiaque. Le stade, consacré tout d'abord au rugby à XV, s'ouvre ensuite au rugby à XIII et à l'athlétisme à la suite de la disparition, en 1952, du dernier club quinziste de Montpellier.
Lors de la renaissance du rugby à XV à Montpellier, en 1963 avec la création du stade montpelliérain, Sabathé redevient un équipement consacré au rugby. Le club occupe le stade sous ce nom, puis à partir de 1986 en tant que MRC et ce jusqu'en fin de saison 2007 et son déménagement au stade Yves du Manoir. Le dernier match disputé par le club à Sabathé a lieu le 12 mai 2007 et se conclut par une dernière victoire en top 14 face au Biarritz olympique 39–29. Le stade Sabathé demeure par la suite consacré au rugby puisque l'équipe féminine du MHR ainsi que l'équipe de rugby à XIII montpelliéraine les Diables Rouges y évoluent.
Sa capacité totale officielle est de 8 000 places. Le stade est composé de deux tribunes latérales couvertes pouvant accueillir 2 800 spectateurs et d'une tribune non couverte. Dix places sont réservées aux personnes handicapées.

#### Stade Yves du Manoir, Altrad Stadium, puis GGL Stadium
Le stade Yves du Manoir est le premier stade moderne construit en France depuis l'avènement du professionnalisme. Le stade accueille tous les matchs à domicile du Montpellier Hérault rugby.
Référencé en catégorie A,, il s'inscrit dans un complexe de 13 hectares dévolu au rugby. Aux abords du stade se trouvent un autre stade et deux terrains annexes. Le second stade, en catégorie C, d'une capacité de 500 places, permet l'entraînement des équipes premières et des compétitions régionales tandis que les deux terrains, en catégorie D et dont les pelouses sont synthétiques, servent aux écoles de rugby. L'ensemble des équipements appartient à la communauté d'agglomération de Montpellier qui le loue au club.
Le stade a une capacité de 15 697 spectateurs dont 12 697 places assises avec quatre tribunes aux noms de stades mythiques de rugby : Eden Park (sud-ouest, 4 168 places), Ellis Park (nord-est, 1 543 places), Murrayfield (sud-est, 2 316 places) et Twickenham (nord-ouest, 2 567 places), un pesage de 860 places permet également d'accueillir du public debout. Le record d'affluence du stade est établi le 29 mai 2016, lors de la 25e journée du Top 14 face au RC Toulon, avec 15 674 spectateurs.

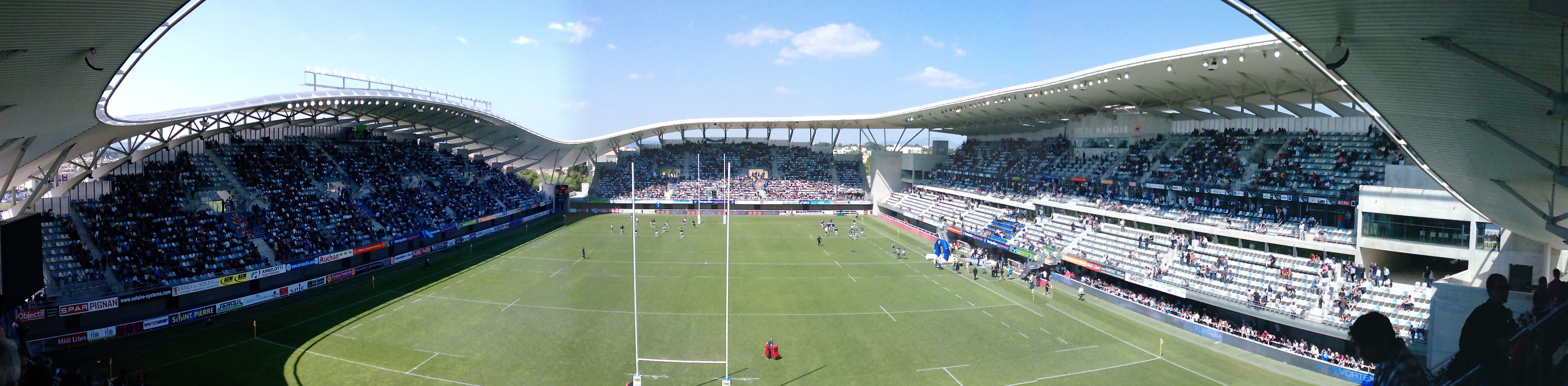
Vue panoramique du Stade Yves-du-Manoir depuis la tribune Murrayfield.

En juin 2014, le Stade Yves du Manoir prend le nom d'Altrad Stadium à la suite d'un contrat de naming avec le Groupe Altrad. En 2018, la métropole de Montpellier signe un nouveau contrat de naming avec le Groupe GGL, le stade est alors renommé GGL Stadium.

### Centre de formation
En 1999, Thierry Pérez met en place le pôle de formation du club. Devenu centre de formation en septembre 2001, il obtient en décembre 2002 l'agrément du ministère de la Jeunesse et des Sports et de la Ligue nationale de rugby. Classé en catégorie 1 depuis la saison 2003-2004, il est reconnu meilleur centre de formation de France en 2009 et 2010. Le centre de formation est actuellement dirigé par Jean-Philippe Lacoste et accueille, en 2010, vingt-six stagiaires.
L'école de rugby est fondée en 1967 par Maurice Bonafos, dirigeant du stade montpelliérain. Elle est destinée aux enfants de dix à quatorze ans et compte, au moment de la fusion, 164 jeunes. En 2010, l'école de rugby, la plus importante de France, accueille 530 enfants de sept à quinze ans encadrés par soixante-cinq éducateurs diplômés. Onze internationaux français sont issus de l'école de rugby ou du centre de formation du MHR : Nicolas Jeanjean, Clément Baïocco, Fulgence Ouedraogo, Louis Picamoles, Julien Tomas, François Trinh-Duc, Geoffrey Doumayrou, Kelian Galletier, Mohamed Haouas, Arthur Vincent, Baptiste Pesenti, ainsi qu'un international samoan, Naama Leleimalefaga, un international namibien, Conrad Marais, deux internationaux espagnols, Fred Quercy et Mickael DeMarco, un international belge, Lucas De Coninck, un international néerlandais, Kevin Krieger et cinq internationaux géorgiens Mikheil Nariashvili. Mamuka Gorgodze, Davit Kubriashvili, Gela Aprasidze et Lasha Lomidze.

### Partenariats avec les autres clubs
Le MHR parraine douze clubs ou écoles de rugby de l'Hérault : le Rugby olympique lunellois, le Rugby club Mauguio Carnon, le Rugby club Palavas, le Rugby club Villeneuve-lès-Maguelone, le Rugby olympique Védasien - Mosson Coulazou, le Thau rugby, le Rugby club olympique Salagou, le Rugby club Jacou Montpellier Nord, le Rugby club Grand-Mottois, le Rugby club vallée de l'Hérault basé à Ganges, l'ASP XV Poussan et le Rugby club Prades-le-Lez/école de rugby du pic Saint-Loup. Ce partenariat consiste en une collaboration sur des catégories d'âge, à un soutien logistique apporté par le MHR aux clubs et peut également se concrétiser par l'échange de joueurs.
En mai 2010, un partenariat est également noué avec les Las Vegas Blackjacks RFC, club de rugby à XV de Las Végas, à l'occasion du recrutement de Seta Tuilevuka. Avec cet accord, les jeunes joueurs montpelliérains se voient proposer l'opportunité d'évoluer dans le championnat américain pendant la trêve du championnat français, et les meilleurs éléments des Blackjacks ont l'opportunité d'évoluer au niveau professionnel au MHR.

### Aspects juridiques et économiques

#### Statut juridique et légal
Le MHR est une société anonyme sportive professionnelle (SASP) depuis le 24 février 2011, le club avait auparavant le statut de société anonyme à objet sportif (SAOS). Ce statut est adopté lors d'une assemblée générale extraordinaire par la totalité des actionnaires du club. Lors de cette assemblée, une augmentation du capital de 2,2 millions d'euros est votée, le portant à 3,5 millions et faisant du groupe Nicollin présidé par Louis Nicollin l'actionnaire majoritaire du club. Le 20 mai 2011, Mohed Altrad, PDG du groupe Altrad devient actionnaire majoritaire du MHR en apportant 2,4 millions d'euros.

#### Organigramme
L'organigramme du MHR s'établit comme suit, :
| Direction                                                               | Administratif | Sportif                                   |
| ----------------------------------------------------------------------- | --- | ----------------------------------------- |
| Président : Mohed Altrad Président de l'association : Jean-Michel Arazo | Directrice générale adjointe : Jessica Casanova Directrice commerciale et marketing : Directeur centre de formation : | Directeur du rugby : Philippe Saint-André |

#### Budget
Le budget prévisionnel du Montpellier HR pour la saison 2010-2011, huitième budget du Top 14 en hausse de 14 % par rapport à l'année précédente, est de 15,01 millions d'euros. Le budget prévisionnel du club connaît de nombreuses hausses au cours des saisons dans l'élite et atteint les 17,5 millions d'euros lors de la saison saison 2011-2012. Il est pour la saison 2014-2015 de 22 millions d'euros.
| Saison | 2004-2005 | 2005-2006 | 2006-2007 | 2007-2008 | 2008-2009 | 2009-2010 | 2010-2011 | 2011-2012 | 2012-2013 | 2013-2014 | 2014-2015 | 2015-2016 | 2016-2017 | 2017-2018 |
| Budget | 4,5 M€    | 6,4 M€    | 7,4 M€    | 10 M€     | 11,5 M€   | 13,1 M€   | 15 M€     | 17,5 M€   | 17,5 M€   | 19,9 M€   | 22,5 M€   | 23,46 M€  | 24,2 M€   | 26,9 M€   |

#### Sponsors et équipementiers
De 2001 à 2009, le sponsor principal du Montpellier HRC est la société Belmonte, entreprise de rabotage de route présidée par Philippe Deffins. Sa démission du poste de président du MHRC en janvier 2009 s'accompagne de la rupture du contrat de sponsoring. Le club s'affiche alors sous les couleurs de Maxime, un jeune joueur du club victime d'une grave maladie.
À partir de janvier 2011, 1Worldcom, entreprise sud-africaine de téléphonie mobile devient le principal sponsor maillot,. Le second sponsor est le Groupe Nicollin, société de Louis Nicollin basée à Montpellier. En dehors de ces sponsors, le club compte trois cent quatre-vingts entreprises partenaires. Par ailleurs, la ville de Montpellier, la Communauté d'agglomération de Montpellier, le Conseil général de l'Hérault et le Conseil régional de Languedoc-Roussillon sont les partenaires institutionnels du club.
À l'inter-saison 2011, le groupe Nicollin se retire du sponsoring du club suivi de 1Worldcom. Le groupe Altrad se substitue alors à Nicollin à hauteur de 600 000 euros, et le groupe Vinci devient sponsor maillot du MHR pour la saison 2011-2012.
De 2001 à 2007, ASICS, dont le siège social en France est situé à Mauguio dans l'Hérault, est l'équipementier du club. Montpellier signe ensuite avec la nouvelle marque H2 mais le contrat est rompu à l'amiable l'année suivante. Les Montpelliérains se prennent alors en charge sous la marque « l'esprit rugby de Montpellier ». Le club ouvre, en juin 2008, sa boutique sous la tribune Murrayfield du stade Yves du Manoir.
De 2009 à 2012, le club est de nouveau sous contrat avec ASICS.
À partir de la saison 2012-2013, l'équipementier Puma va succéder à ASICS et ce, pour une durée de quatre ans.
Au mois de mars 2016, le club annonce que la marque Kappa sera le nouvel équipementier officiel à compter de l'été 2016 pour cinq saisons.

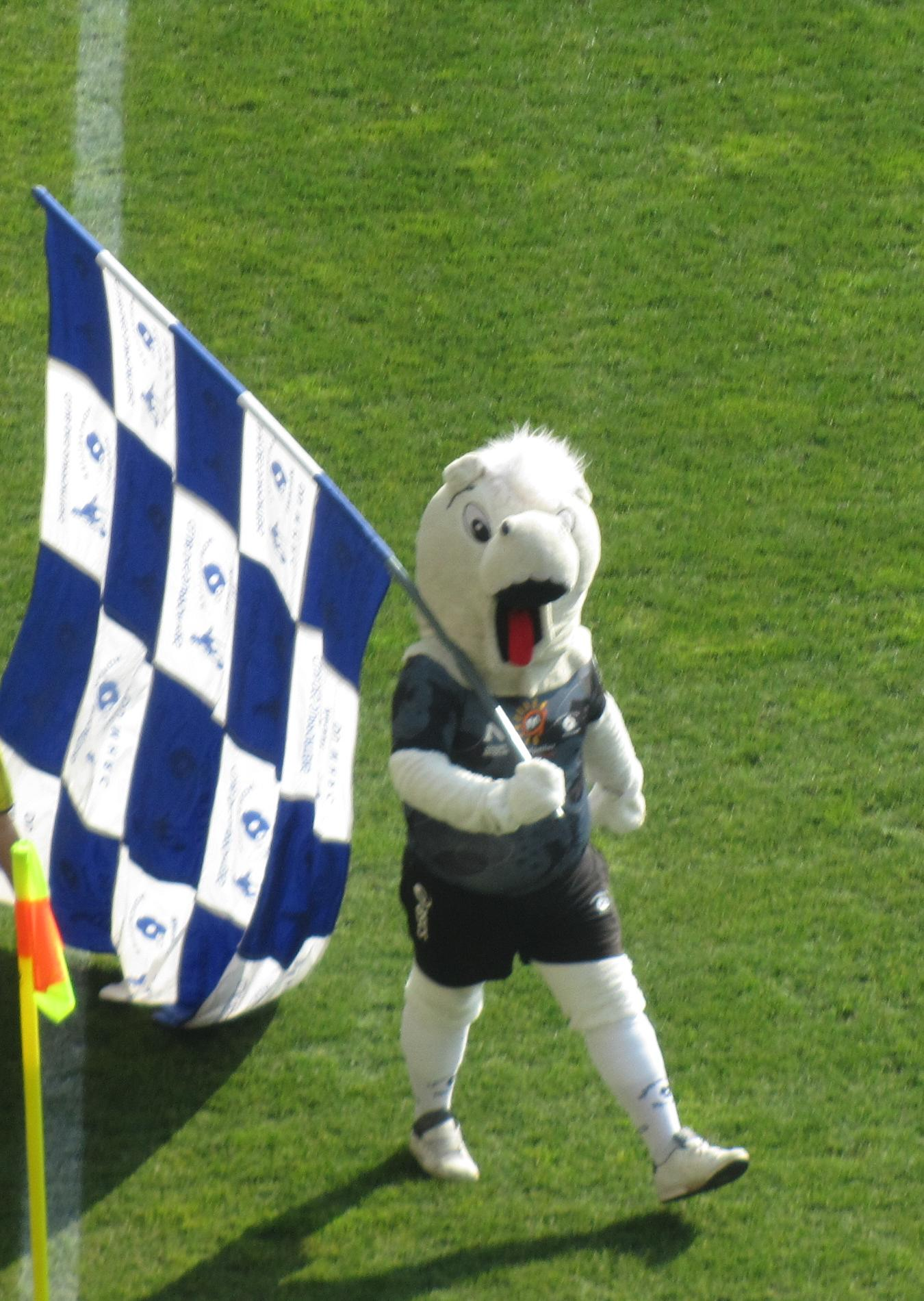
Mascotte du Montpellier Hérault rugby

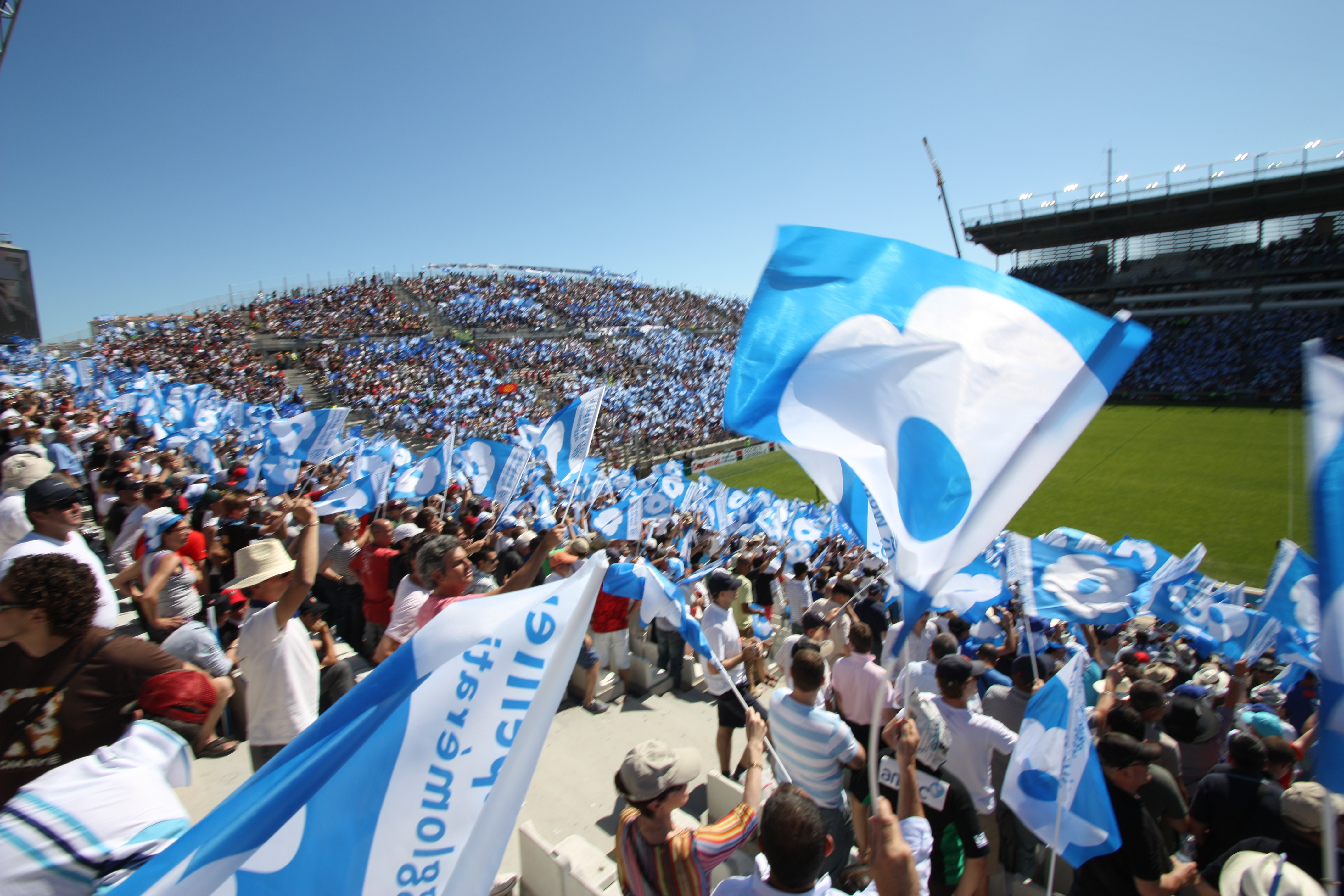
Supporters du Montpellier Hérault rugby

### Supporteurs
Le « Club Historique des Supporters », « Ovalie 16 » et « Les Cistes du MHR » sont les trois associations de supporteurs du club. Ovalie 16 est un jeune club de supporteurs créé en 2008, présent en tribune Murrayfield qui organise également des déplacements lors des matchs à l'extérieur. L'association Les Cistes du MHR est créée à partir de la saison 2012-2013. Le club a un espace en tribune Murrayfield.
Le club historique des supporters est créé en début d'année 2001 mais ne se développe réellement qu'avec la montée du Montpellier HR en Top 16 en 2003. Le club a un espace réservé en tribune Twickenham. Il est également à l’origine de la création de la mascotte officielle du MHR, « Bikounet », un cheval camarguais, qui accompagne les joueurs sur tous les matchs. Le club des supporters est affilié à la Fédération Française Supporters Rugby qui regroupe des associations de toute la France et organise des réceptions au stade Yves du Manoir lors de la venue des supporteurs des équipes adverses.

## Personnalités historiques du club

### Entraîneurs
Lors de la fusion, en 1986, Alain Paco, entraîneur du MUC puis du MPSC depuis 1983, devient entraîneur du MRC, associé à Jean Sarda, lui aussi ancien de l'AS Béziers. Les deux entraîneurs quittent leurs fonctions en fin de saison et Yvan Buonomo, autre ancien de l'AS Béziers leur succède, associé au capitaine de l'équipe l'année précédente, Philippe Morrisson.

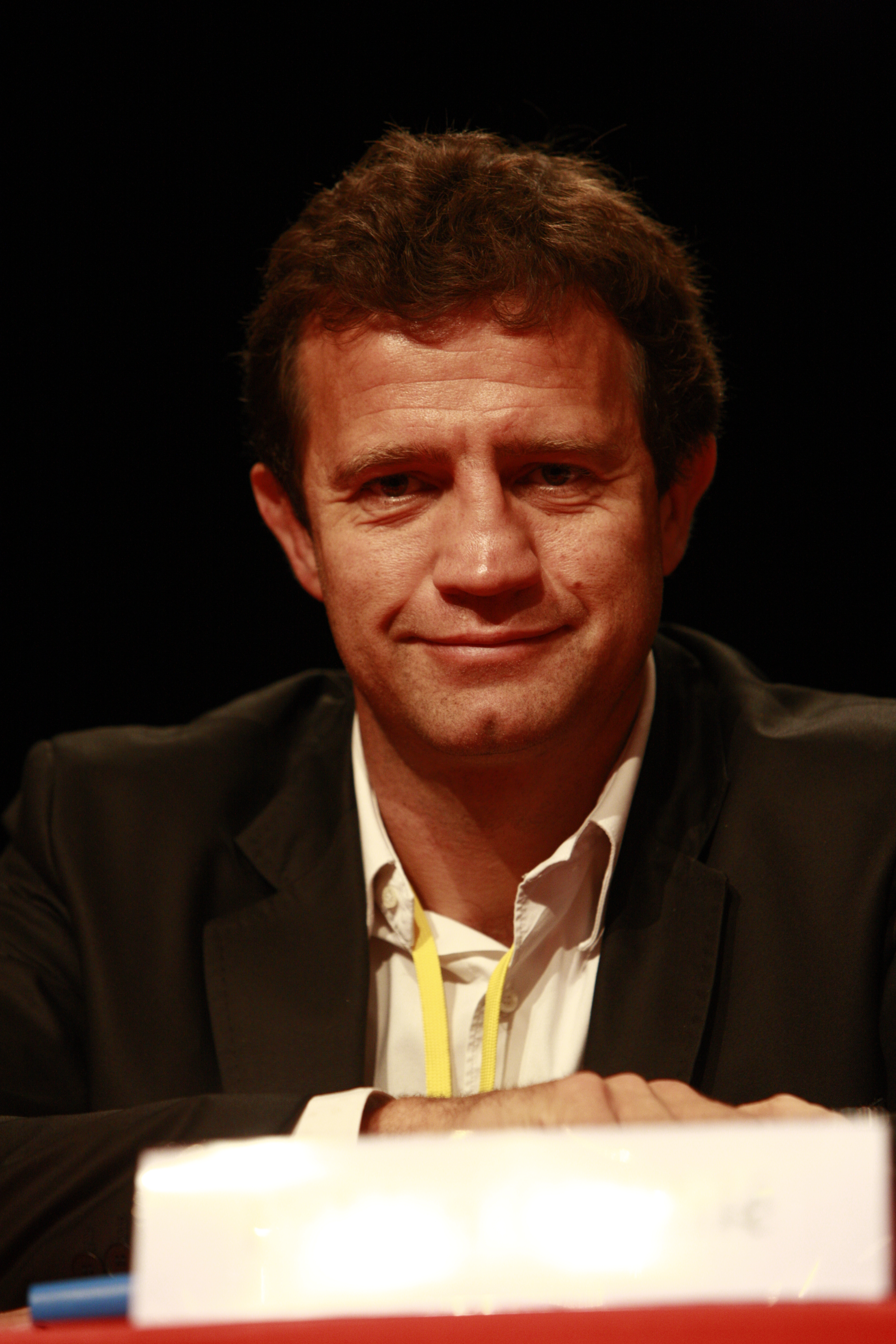
Fabien Galthié est l'entraîneur du MHR de 2010 à 2014.

Deux saisons plus tard, André Quilis, ancien entraîneur de Narbonne prend les commandes de la direction sportive du MRC, associé à Pascal Mancuso, ancien joueur du stade montpelliérain puis du MUC et entraîneur des jeunes du club depuis 1988. Le club accède, avec ce tandem d'entraîneurs, à la première division (groupe A) en 1991 et remporte le challenge de l'Espérance en 1993. En 1994, André Quilis prend du recul en devenant dirigeant de la commission technique, Pascal Mancuso devient entraîneur principal, assisté de Jean-Claude Cazotes et de Jean-François Escande. En septembre 1996, Christian Bourrel, ancien entraîneur de l'AS Béziers est nommé entraîneur et, sous ses ordres, le MRC termine premier de la poule 3 du groupe A2 de première division en alignant huit victoires. Il est remplacé en janvier 1998 par Christian Farrenc qui assure l'intérim jusqu'en fin de saison.
En 1998, le nouvel entraîneur est Henri Sanz, ancien international et demi de mêlée du RC Narbonne. Son adjoint est Philippe Teissier, chargé de la préparation physique. L'année suivante, la direction technique du club est assurée par Pierre Arrambide et Pascal Mancuso. En juillet 2000, Didier Nourault devient entraîneur général avec comme adjoint Éric Tissot et Pascal Mancuso. Avec ce trio d'entraîneurs, le MRC accède au Top 16 en 2003 en remportant le Championnat de France Pro D2. Wilfrid Maccari et Didier Bès, capitaine du MRC l'année précédente, succèdent à Éric Tissot et Pascal Mancuso comme adjoint de Nourault. En fin de saison, le MRC remporte le bouclier européen.

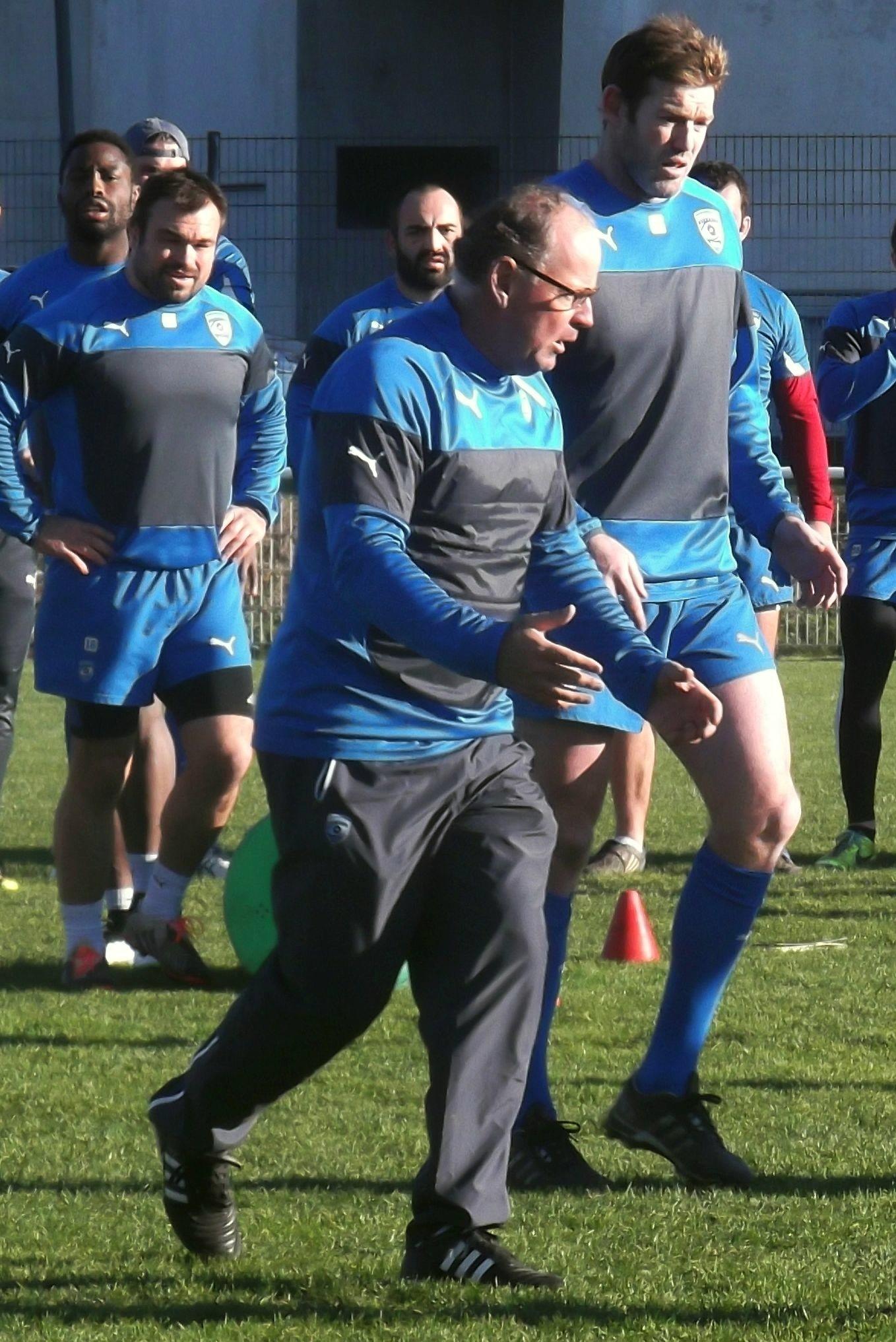
Jake White dirigeant une séance d'entrainement le 31 décembre 2014.

Patrick Arlettaz, membre éducateur du club depuis sa retraite sportive en 2003, remplace en 2005 Wilfrid Maccari, qui repart au RC Aubenas, comme entraîneur des trois-quarts. En 2006, Patrick Arlettaz devient entraîneur de l'Étoile sportive catalane et Didier Bès entraîneur des juniors Reichel. Les nouveaux adjoints de Nourault sont Alain Hyardet, responsable des arrières et Éric Tissot responsable des avants. Le duo Nourault-Hyardet s'occupe de l'équipe première jusqu'en mars 2009 où une lourde défaite à Perpignan face à l'USAP (50-13) entraîne leur mise à l'écart par le président Thierry Pérez, à la demande des joueurs. Le club termine la saison sans entraîneur général, le manager général du club, Denis Navizet est associé à Pascal Mancuso pour la sélection d'équipe, Jean-Philippe Lacoste, pour les arrières, Jharay Russell et Warren Britz pour la défense et Didier Bès, pour les avants, assurant les entraînements. L'année suivante, Pascal Mancuso et Warren Britz dirigent l'entraînement associés à Jean-Philippe Lacoste et Didier Bès.
Thierry Pérez prend en avril 2009 ses premiers contacts avec Fabien Galthié en vue de la saison suivante mais celui-ci refuse en raison de problèmes de contrats. Sa signature intervient en 2010 avec comme coentraîneur Éric Béchu, Didier Bès se retrouvant lui responsable du secteur de la mêlée. Le reste du staff technique est composé de deux préparateurs physiques Patrick Ballesta, ancien boxeur, et Renaud Chevalier et d'un analyste vidéo, Matthieu Austruy, ancien joueur du MRC. Le trio d'entraîneurs Galthié-Béchu-Bès reçoit en fin de saison 2011 l'Oscar du Midi olympique du meilleur staff ainsi que le titre de meilleur staff d’entraîneurs du Top 14 de la saison 2010-2011 lors de la huitième Nuit du rugby. En juin 2012, l'encadrement technique est modifié, Mario Ledesma et Stéphane Glas deviennent entraîneurs adjoints de Fabien Galthié, Éric Béchu prenant du recul avec le terrain et Didier Bès étant chargé de la cellule haute performance du club. En novembre 2014, après quatre défaites consécutives et à la suite de mauvaises relations avec des joueurs, Mario Ledesma est démis de ses fonctions. Le 29 décembre 2014, à la suite de la défaite face à Castres olympique, Fabien Galthié est mis à pied par le président Mohed Altrad. Jake White prend alors les commandes de l'équipe professionnelle, Shaun Sowerby prend en charge l'entraînement des avants, en compagnie de Didier Bès qui effectue son retour dans l'encadrement, Stéphane Glas restant entraîneur des arrières,. En 2015, Stéphane Glas et Didier Bès quittent le club pour rejoindre respectivement l'US Oyonnax et l'ASM Clermont Auvergne,. Scott Wisemantel devient le nouvel entraîneur des arrières. Par ailleurs, à partir de la saison 2015-2016, Abdelatif Benazzi devient manager général du club. Il quitte le club à la fin de l'année 2016.
| Saisons                     | Entraîneurs                                                                  | Adjoints                                                                      | Titres                            |
| --------------------------- | ---------------------------------------------------------------------------- | ----------------------------------------------------------------------------- | --------------------------------- |
| 1986-1987                   | Alain Paco                                                                   | Jean Sarda                                                                    |                                   |
| 1987-1989                   | Yvan Buonomo                                                                 | Philippe Morrisson                                                            |                                   |
| 1989-1993                   | André Quilis                                                                 | Pascal Mancuso                                                                | Challenge de l'Espérance 1993     |
| 1993-1994                   | André Quilis                                                                 | Alain Gozioso                                                                 |                                   |
| 1994-1996                   | Pascal Mancuso                                                               | Jean-Claude Cazaute Jean-François Escande                                     |                                   |
| 1996-janvier 1998           | Christian Bourrel                                                            |                                                                               |                                   |
| Janvier 1998 - 1998         | Christian Farenc                                                             |                                                                               |                                   |
| 1998-1999                   | Henri Sanz                                                                   | Philippe Teissier                                                             |                                   |
| 1999-2000                   | Pierre Arrambide                                                             | Pascal Mancuso                                                                |                                   |
| 2000-2001                   | Didier Nourault                                                              | Pascal Mancuso Éric Tissot                                                    |                                   |
| 2001-2002                   | Didier Nourault                                                              | Pascal Mancuso Éric Tissot                                                    |                                   |
| 2002-2003                   | Didier Nourault                                                              | Pascal Mancuso Éric Tissot                                                    | Championnat de France Pro D2 2003 |
| 2003-2004                   | Didier Nourault                                                              | Didier Bès Wilfried Maccari                                                   | Bouclier européen 2004            |
| 2004-2005                   | Didier Nourault                                                              | Didier Bès Wilfried Maccari                                                   |                                   |
| 2005-2006                   | Didier Nourault                                                              | Didier Bès Patrick Arlettaz                                                   |                                   |
| 2006-2007                   | Didier Nourault                                                              | Éric Tissot Alain Hyardet                                                     |                                   |
| 2007-2008                   | Didier Nourault                                                              | Alain Hyardet                                                                 |                                   |
| 2008-mars 2009              | Didier Nourault                                                              | Alain Hyardet Didier Bès                                                      |                                   |
| Mars 2009-2009              | Denis Navizet Pascal Mancuso                                                 | Jean-Philippe Lacoste Warren Britz Jharay Russell Didier Bès                  |                                   |
| 2009-2010                   | Pascal Mancuso Warren Britz                                                  | Jean-Philippe Lacoste Didier Bès                                              |                                   |
| 2010-2012                   | Fabien Galthié                                                               | Éric Béchu Didier Bès                                                         | Vice-champion de France 2011      |
| 2012-novembre 2014          | Fabien Galthié                                                               | Mario Ledesma Stéphane Glas                                                   | Legion Geneva Challenge 2013      |
| Novembre 2014-Décembre 2014 | Fabien Galthié                                                               | Stéphane Glas                                                                 |                                   |
| Janvier 2015-2015           | Jake White                                                                   | Shaun Sowerby Stéphane Glas Didier Bès                                        |                                   |
| 2015-2017                   | Jake White                                                                   | Shaun Sowerby Scott Wisemantel                                                | Challenge européen 2016           |
| 2017-2019                   | Vern Cotter                                                                  | Nathan Hines Alex King                                                        | Vice-champion de France 2018      |
| 2019-Janvier 2020           | Xavier Garbajosa (manager sportif)                                           | Pierre-Philippe Lafond Nathan Hines                                           |                                   |
| Janvier - juillet 2020      | Xavier Garbajosa (manager sportif)                                           | Pierre-Philippe Lafond Nathan Hines Jean-Baptiste Élissalde                   |                                   |
| Juillet - novembre 2020     | Philippe Saint-André (directeur du rugby) Xavier Garbajosa (manager sportif) | Pierre-Philippe Lafond Jean-Baptiste Élissalde                                |                                   |
| novembre 2020-janvier 2021  | Philippe Saint-André (directeur du rugby) Xavier Garbajosa (manager sportif) | Olivier Azam Jean-Baptiste Élissalde                                          |                                   |
| janvier 2021-juin 2021      | Philippe Saint-André (directeur du rugby)                                    | Olivier Azam Jean-Baptiste Élissalde                                          | Challenge européen 2021           |
| juillet 2021-novembre 2022  | Philippe Saint-André (directeur du rugby)                                    | Olivier Azam Jean-Baptiste Élissalde Alexandre Ruiz Bruce Reihana             | Champion de France 2022           |
| novembre 2022-juin 2023     | Philippe Saint-André (directeur du rugby)                                    | Jean-Baptiste Élissalde Alexandre Ruiz Bruce Reihana Joan Caudullo            |                                   |
| juillet 2023-novembre 2023  | Richard Cockerill                                                            | Jean-Baptiste Élissalde Benson Stanley Benoît Paillaugue                      |                                   |
| novembre 2023-juin 2024     | Bernard Laporte (directeur du rugby) Patrice Collazo (manager sportif)       | Vincent Etcheto Christian Labit Benson Stanley Antoine Battut Didier Bès      |                                   |
| Depuis juillet 2024         | Bernard Laporte (directeur du rugby) Joan Caudullo (entraîneur en chef)      | Benoît Paillaugue Geoffrey Doumayrou Benson Stanley Antoine Battut Didier Bès |                                   |

### Présidents
| Saisons                    | Présidents                            |
| -------------------------- | ------------------------------------- |
| 1986-1989                  | Jean-Louis Imbach Christian Marty     |
| 1989-1998                  | Daniel Donadio                        |
| 1998-2002                  | Thierry Pérez Jean-Jacques Sauveterre |
| 2002-décembre 2008         | Thierry Pérez                         |
| décembre 2008-janvier 2009 | Philippe Deffins                      |
| janvier 2009-2010          | Thierry Pérez                         |
| 2010- 2011                 | Jean-Pierre Massines                  |
| 2011-                      | Mohed Altrad                          |

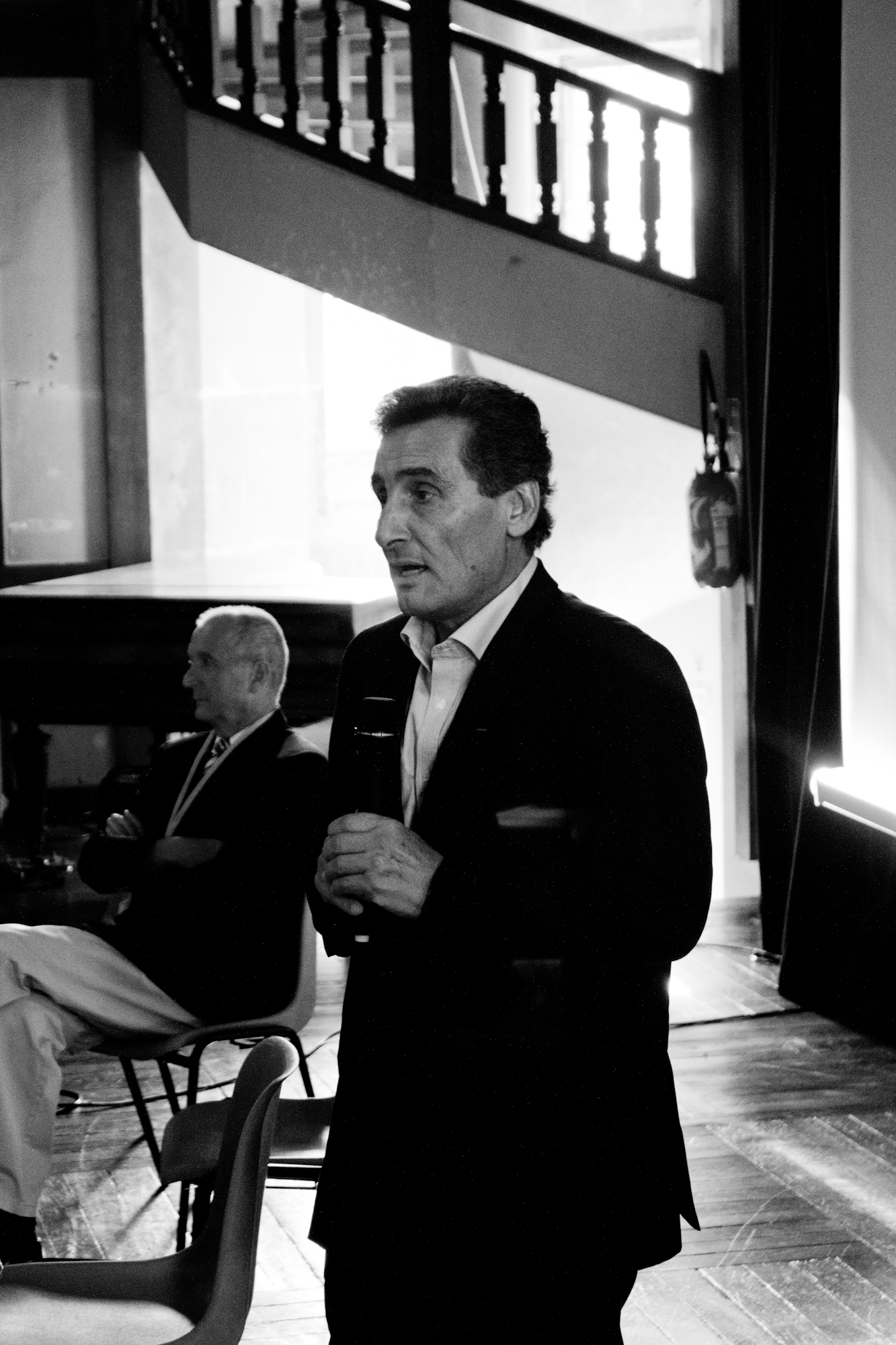
Mohed Altrad, président du MHR depuis 2011.

Les premiers présidents, lors de la fusion en 1986, sont Jean-Louis Imbach, président du MPSC, anciennement Montpellier Université Club et Christian Marty, président du stade montpelliérain. Ils démissionnent le 29 mars 1989, Georges Privat, secrétaire du club, assurant l'intérim jusqu'à la fin de la saison. Daniel Donadio est élu au cours de l'été 1989 et occupe la présidence du club jusqu'en 1998, année de crise financière et sportive.
Aux élections de juin 1998, Jean-Jacques Sauveterre, ancien joueur de l'équipe, prend la présidence du club avec comme coprésident Thierry Pérez, vice-président dans l'équipe précédente. Après le retrait de Jean-Jacques Sauveterre qui devient coprésident de l'association, Thierry Pérez devient l'unique président de la SAOS. En juin 2007, Sauveterre se présente aux élections face à Pérez, facilement réélu avec 88 voix sur 93 exprimés, la liste Sauveterre ayant été invalidée.
En décembre 2008, Thierry Pérez quitte son poste pour se présenter aux élections de la Ligue nationale de rugby, Philippe Deffins, sponsor du club depuis 2001 à travers la société Belmonte, lui succède. Vingt-six jours plus tard, il démissionne expliquant sa décision par un déficit de 1,5 million d'euros qui lui aurait été caché. Thierry Pérez retrouve alors la présidence par intérim. Sous la pression de Georges Frêche, qui menace de couper les subventions publiques accordées au club si Thierry Pérez reste président, celui-ci démissionne le 25 juin 2010 et Jean-Pierre Massines, directeur administratif depuis 1998, devient le nouveau président du MHR. Lors de l'assemblée générale du 22 juin 2011, Mohed Altrad, actionnaire principal du club depuis le 20 mai, devient le nouveau président du MHR.

### Joueurs
Le MRC s'appuie, à sa création, sur de nombreux anciens Biterrois tels que Philippe Morrisson, capitaine lors de la fusion, Philippe Chamayou, Patrick Fort, Philippe Escande, Jean-Paul Wolf et Jean-Marc Cordier. Ces quatre derniers sont vainqueurs du bouclier de Brennus en 1984. Aux Biterrois, il faut ajouter deux anciens de l'école de rugby du MUC, Serge Doumayrou, passé par l'AS Béziers, et Jean-Jacques Sauveterre, passé par Nîmes, qui font partie de l'équipe qui monte en première division groupe A en 1991.
Le demi de mêlée Pascal Cancès est également un des éléments importants de l'équipe de 1988 à 1999, année où il met fin à sa carrière à la suite de blessures à répétition. L'ailier Denis Navizet est l'auteur de l'essai victorieux en finale du championnat de Pro D2. Arrivé au club en 1995, il met fin à sa carrière le 9 avril 2005 après une entorse du genou droit subie sur un placage lors du match contre l'USAP. Il devient ensuite responsable du centre de formation puis manager général du club. En 2000, le capitaine est le talonneur Didier Bès qui rejoint le club en 1990 après avoir été champion de France du groupe B en 1989 avec Castres face à la Section paloise. Joueur de devoir et d'expérience, il met fin à sa carrière en 2003 après le titre de champion de Pro D2 et rejoint le staff technique.
| Meilleur marqueur         | Timoci Nagusa      | 92 essais           |
| Meilleur réalisateur      | Benoît Paillaugue  | 1368 points         |
| Meilleur marqueur de drop | François Trinh-Duc | 29 drops            |
| Matchs joués              | Fulgence Ouedraogo | 340 matchs          |
| Titularisations           | Fulgence Ouedraogo | 299 titularisations |
| Minutes jouées            | Fulgence Ouedraogo | 23 684 minutes      |

En 2001, trois joueurs des lignes arrières du RC Narbonne, Sébastien Buada, Jérémy Valls et Patrick Arlettaz, rejoignent Montpellier et stabilisent le jeu des trois-quart montpelliérains. Le demi de mêlée Sébastien Buada reste au club jusqu'en 2007, ses bonnes performances lui valant d'être sélectionné pour participer aux tests d'évaluation de l'équipe de France en 2005. Jérémy Valls, demi d'ouverture formé au MRC, occupe l'autre poste de la charnière jusqu'en 2005. Excellent buteur, il est aussi à quelques occasions capitaine de l'équipe. Enfin, le trois-quart centre Patrick Arlettaz met fin à sa carrière sur le titre de champion de Pro D2. Il dispute son dernier match à Sabathé, le 2 mai 2003 face à Marmande (55-19), en même temps que Didier Bès, les deux joueurs marquent chacun un essai lors de ce match.
D'autres joueurs marquent à cette période l'histoire du MRC. Jérôme Vallée signe au club à 22 ans lors de la saison 1998-1999. Au poste de troisième ligne aile, il devient rapidement un des meilleurs preneurs de balle en touche de l'effectif. Capitaine de 2004 à 2007, il est le premier joueur du MHRC appelé en sélection nationale lors d'un France A-Samoa disputé au stade de la Mosson en 2005. Il dispute 130 matchs en première division et met fin à sa carrière en janvier 2011 en raison d'un lumbago persistant. L'autre poste de troisième ligne aile est occupé par Sébastien Galtier qui rejoint le club en 2001. Très bon défenseur, il met fin à sa carrière en 2008 après avoir disputé 90 matchs dans l'élite. En deuxième ligne, Mickaël Bert, formé au club, devient titulaire lors de la saison 1998-1999 à 18 ans. Pièce maîtresse du pack montpelliérain lors des victoires en Pro D2 et en bouclier européen, il quitte le club en 2008 pour rejoindre l'US Dax après avoir disputé 96 matchs dans l'élite et marqué neuf essais. Le club peut également compter sur une forte première ligne composée de Philemon Toleafoa, Clément Baiocco et Olivier Diomandé qui permet à la mêlée montpelliéraine d'être très solide à domicile. Néo-zélandais d'origine, Toleafoa occupe le poste de pilier gauche. Il arrive au club lors de la saison 2002-2003. S'il débute avec les espoirs, ses qualités physiques le font appeler rapidement en équipe première. Il rejoint en 2010 le Lyon OU. L'autre poste de pilier est occupé par Clément Baïocco, issu du centre de formation qui débute en équipe première en 1999 et reste dix ans au club. Le poste de talonneur est occupé par l'international ivoirien, Olivier Diomandé, au club en 2002 à 2008.

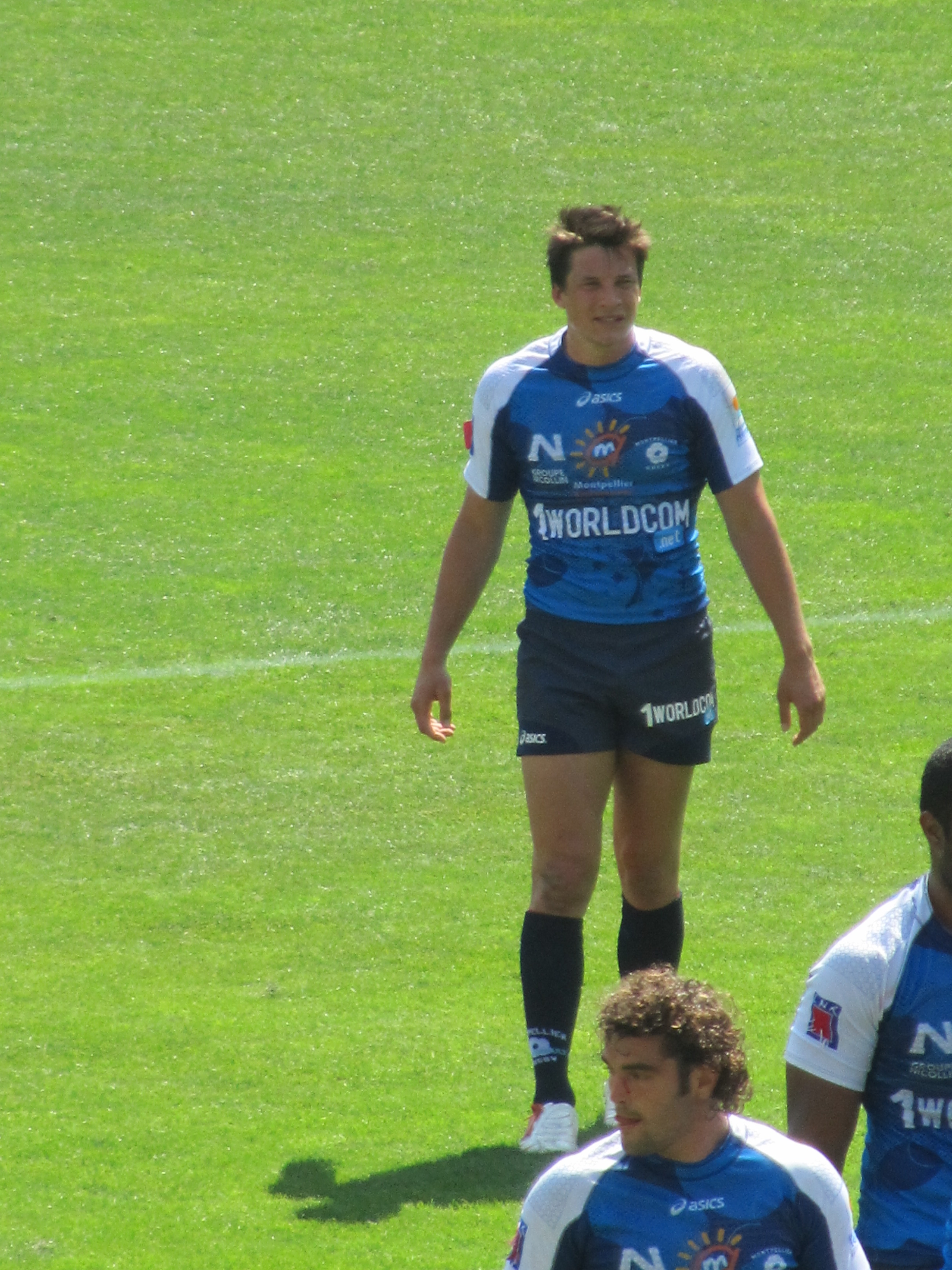
François Trinh-Duc, issu du centre de formation du club, a joué avec l'équipe première du MHR de 2004 à 2016

Avec la montée dans l'élite en 2003, le club se renforce en recrutant plusieurs joueurs qui jouent un rôle essentiel pour le maintien en Top 16 puis Top 14. Le deuxième ligne Michel Macurdy dispute 174 rencontres dont 138 titularisations pour (10 970 minutes jouées. Macurdy ne quitte le club qu'en février 2011 lorsqu'il est engagé comme joker médical par l'US Carcassonne après une dernière victoire face aux Exeter Chiefs en challenge européen (32-30). L'arrière Auscitain David Bortolussi inscrit 517 points dont 113 pénalités. Il devient international italien en 2006 et rejoint ensuite en 2008 l'US Dax. L'ailier Laurent Arbo, un des éléments essentiels de l'attaque du club, inscrit son 100e essai en championnat le 17 novembre 2006 face au stade français. Il est le second meilleur marqueur du club avec 26 essais inscrits. Il met fin à sa carrière en fin de saison 2007. Le club fait signer également l'international italien d'origine roumaine Alessandro Stoica qui porte le brassard de capitaine lors de la victoire en bouclier européen en 2004 et reste quatre ans au club.
En 2005, le MHRC engage David Aucagne en provenance du FC Grenoble comme demi d'ouverture. Il joue deux ans au club et marque 277 points en 46 matchs. Autre recrue cette saison-là, Drikus Hancke rejoint le club en novembre, au poste de deuxième ligne. Il devient en 2013 le joueur ayant le plus disputé de rencontres sous le maillot montpelliérain avec 199 apparitions dont 155 titularisations pour 12 569 minutes jouées et, prend sa retraite en fin de saison. Mamuka Gorgodze, jeune géorgien de 20 ans, signe cette même année en tant qu'espoir. Deuxième ligne de formation, il est replacé par le duo Galthié-Béchu au poste de troisième ligne aile où ses qualités physiques et son endurance en font un des joueurs les plus redoutés du Top 14. L'international géorgien a été élu meilleur étranger du championnat de France en 2011 par le Midi olympique. Dernière recrue importante dans l'histoire du club, l'ailier Sébastien Kuzbik, en provenance de Clermont. En six ans au MHR, il dispute 105 rencontres et marque 19 essais.
Le demi d'ouverture ou arrière argentin Federico Todeschini arrive au club en 2006 et inscrit 450 points jusqu'en 2010, année où il prend sa retraite. La même année, le club enregistre la signature d'Olivier Sarraméa qui joue arrière ou ailier. Ce joueur puissant prend sa retraite également en 2010 après avoir joué 91 matchs et marqué 109 points.

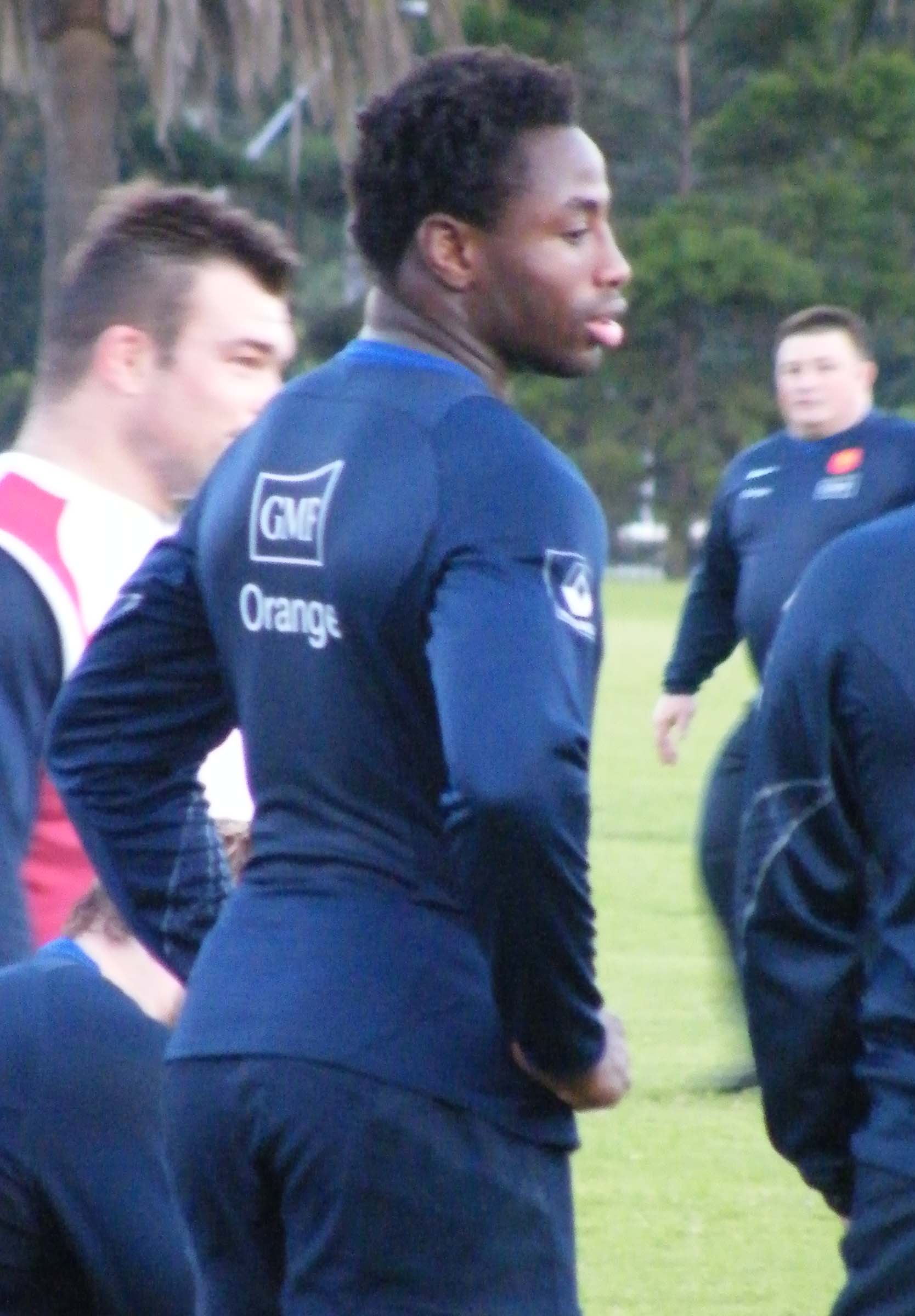
Fulgence Ouedraogo, issu du centre de formation du club, joue avec l'équipe première du MHR depuis 2005

Lors de la saison 2006-2007, le MHRC, en position défavorable en championnat, fait confiance à de jeunes joueurs issus du centre de formation lors de la dix-neuvième journée. Le talonneur Joan Caudullo arrive en cadets au club en provenance du RC Jacou. Il compte à ce jour 145 rencontres disputées sous le maillot montpelliérain pour 45 points marqués. Louis Picamoles débute au MHRC en minimes et dispute son premier match en équipe première lors de la saison 2004-2005. Il éclate au poste de numéro 8 en fin de saison 2007, devient international en 2008 puis rejoint en 2009 le Stade toulousain. Le troisième ligne aile Fulgence Ouedraogo commence le rugby à l'école du Pic Saint-Loup à l'âge de 6 ans et rejoint le MHRC à 17 ans. Il remporte la coupe du monde des moins de 21 ans en 2006 et devient, à 23 ans, capitaine du club. Premier joueur formé au club appelé en équipe de France, son influence sur le groupe montpelliérain est très importante. Pour ses coéquipiers, « les matches sans Fufu ne sont pas du tout les mêmes ». Il reçoit en 2011, l'oscar de bronze Midi Olympique, à la suite de la belle saison en championnat. Le demi de mêlée Julien Tomas débute à l'école de rugby du club en poussins. À 18 ans, il intègre l'équipe première et se trouve sur la feuille de match lors de la victoire en bouclier européen en 2004. International français depuis 2008, il progresse en vision de jeu et en technique avec l'arrivée de Fabien Galthié ce qui lui permet de retrouver le groupe France pour le tournoi des Six Nations 2011. En concurrence avec Benoît Paillaugue, il connaît une saison 2012-2013 difficile et rejoint ensuite le Castres olympique. Le demi d'ouverture François Trinh-Duc découvre le rugby à l'âge de quatre ans au sein de l'école du Pic Saint-Loup où il fait toutes les catégories d'âge en compagnie de Ouedraogo puis rejoint à dix-sept ans le MHRC. Il dispute quelques matchs en équipe première à partir de la saison 2004-2005 puis devient titulaire en fin de saison 2007. Il est le demi d'ouverture titulaire de l'équipe de France entre 2008 et 2011. Lors de la huitième Nuit du rugby, il est élu par ses pairs meilleur joueur du Top 14 de la saison 2010-2011. Il est le troisième meilleur marqueur du club avec 33 essais inscrits.
En 2010, le club recrute l'ailier argentin Martín Bustos Moyano qui devient en trois saisons le meilleur buteur du club avec 721 points inscrits dont 154 pénalités, il rejoint en 2013 l'Aviron bayonnais. La même année, le Fidjien Timoci Nagusa rejoint l'équipe, il est le meilleur marqueur d'essais de la phase régulière du Top 14 2012 avec onze essais inscrits.
Benoît Paillaugue en provenance du FC Auch rejoint le club en 2009 comme demi d'ouverture. Replacé au poste de demi de mêlée par Fabien Galthié, il doit faire face à la concurrence de Julien Thomas et de Jonathan Pélissié mais arrive à s'imposer malgré son petit gabarit (1,72 m). Conforté à son poste de titulaire par Jack White, il remporte avec ses coéquipiers le Challenge européen en 2016,.
Au total 9 champions du monde ont porté les couleurs du club, 8 avec l'Afrique du Sud : CJ van der Linde, Bismarck du Plessis, Jannie du Plessis, Wynand Oliver, Ruan Pienaar, François Steyn (deux fois champion du monde), Handré Pollard, Cobus Reinach et 1 avec la Nouvelle-Zélande : Aaron Cruden.

### Internationaux
Les joueurs en gras sont ceux ayant été appelés avec leur sélection nationale en étant joueur du club.
46 en équipe de France: Patrick Arlettaz, David Attoub, David Aucagne, Alexandre Bécognée, Anthony Bouthier, Julien Brugnaut, Yacouba Camara, Louis Carbonel, Bastien Chalureau,Thierry Devergie, Geoffrey Doumayrou, Alexandre Dumoulin, Benjamin Fall, Anthony Floch, Kelian Galletier, Guilhem Guirado, Wilfrid Houkpatin, Enzo Forletta, Mohamed Haouas, Teddy Iribaren, Julien Ledevedec, Julien Malzieu, Remy Martin, Nicolas Mas, Lenni Nouchi, Fulgence Ouedraogo, Jonathan Pélissié, Jean-Baptiste Peyras-Loustalet, Thibaut Privat, Vincent Pelo, Louis Picamoles, Vincent Rattez, Marc Sallefranque, Olivier Sarraméa, Marco Tauleigne, Christopher Tolofua, Julien Tomas, François Trinh-duc, Benjamin Thiery, Florian Verhaeghe, Arthur Vincent, Yvan Watremez, Paul Willemse, Jean-Paul Wolf
15 en équipe d'Afrique du Sud: Waren Britz, Patric Cilliers, Bismark DuPlessis, Jannie Duplessis, Johan Goosen, Lizo Gqoboka, Wynan Olivier, Handré Pollard, Ruan Pienaar, Cobus Reinach, Jan Serfontein, Pierre Spies, François Steyn, CJ Van Der Linde, Nicolaas Van Rensburg
16 en équipe de Géorgie: Nika Abuladze, Gela Aprasidze, Georgi Chkhaidze, Levan Chilachava, Victor Didebulidze, Mamuka Gorgodze, Luka Japaridze, Giorgi Jgenti, Vano Karkadze, Davit Kubriashvili, Mamuka Magrakvelidze, Shalva Mamukashvili, Konstantine Mikautadze, Mikheil Nariashvili, Soso Nikolaenko, Goderzi Shvelidze
11 en équipe d'Argentine: Lucas Amorozino, Maximiliano Bustos, Martin Bustos-Moyano, Emiliano Coria, Augustin Creevy, Martin Durand, Santiago Fernandez, Juan Figallo, Nahuel Lobo, Domingo Miotti, Federico Todeschini
9 en équipe de Nouvelle-Zélande: George Bridge, Aaron Cruden, Tom Donnely, Jarrad Hoeata, René Ranger, Anthony Tuitavake, Jamie Mackintosh, Justin Marshall, Karl Tu'inukuafe
10 en équipe d'Australie: Alister Campbell, Tolu Latu, Jesse Mogg, Ben Mowen, Brandon Paenga-Amosa, Sitaleki Timani, Caleb Timu, Joe Tomane, Jordan Uelese, Nic White
6 en équipe des Fidji: Akapusi Qera, Sakiuza Matadigo, Nemani Nadolo, Timoci Nagusa, Samisoni Viriviri, Albert Vulivuli
7 en équipe d'Ecosse: John Beattie, Bruce Douglas, Jim Hamilton, Stuart Hogg, D'Arcy Rae, Gregor Townsend, Duhan van der Merwe
7 en équipe d'Angleterre: Alex Codling, Shontayne Hape, Curtis Langdon, Zach Mercer, Alex Lozowski, Sam Simmonds, Ollie Smith, Henry Thomas*, Billy Vunipola
6 en équipe des Samoa: Kahn Fotuali'i, Ali Koko, Ben Lam, Titi Lamositele, Na'ama Leleimalefaga, Philemon Toleafua
4 en équipe d'Espagne: Mickael DeMarco, Fred Quercy, Fabien Rofes, Cézar Sempere
4 en équipe des Tonga: Paea Fa'anunu, Toma'akino Taufa, Tevita Taumoepeau, Joseph Tu'ineau
5 en équipe du Portugal: Julien Bardy, Nicolas Martins, Cody Thomas, Gonçalo Uva, Vasco Uva
3 en équipe d'Italie: David Bortolussi, Paolo Garbisi, Alessandro Stoica
2 en équipe d'Irlande: Mark McHugh, Tomas O'Leary
2 en équipe des États-Unis: Titi Lamositele, Seta Tuilevuka
1 en équipe du Pays de Galles: Henry Thomas*
1 en équipe du Cameroun: Robins Tchale-Watchou
1 en équipe d'Allemagne: Paul Bosh
1 en équipe de Belgique: Lucas De Coninck
1 en équipe de Côte d'Ivoire: Olivier Diomandé
1 en équipe d'Algérie: Johan Aliouat
1 en équipe de Yougoslavie puis en équipe de Bosnie-Herzégovine: Dzoni Mandic
- *joueur avec des sélections pour plusieurs nations

### Effectif 2025-2026
| Nom                      | Naissance         | Nationalité sportive             | Sélections | Dernier club          | Arrivée au club |
| Talonneurs               | Talonneurs        | Talonneurs                       | Talonneurs | Talonneurs            | Talonneurs      |
| ------------------------ | ----------------- | -------------------------------- | ---------- | --------------------- | --------------- |
| Lyam Akrab               | 6 septembre 2005  | France                           | -          | Formé au club         | 2024            |
| Ricky Riccitelli         | 3 février 1995    | Nouvelle-Zélande                 | -          | Blues                 | 2025            |
| Christopher Tolofua      | 31 décembre 1993  | France                           | 8 (0)      | RC Toulon             | 2024            |
| Jordan Uelese            | 24 janvier 1997   | Australie                        | 19 (10)    | Melbourne Rebels      | 2024            |
| Piliers                  |                   |                                  |            |                       |                 |
| Nika Abuladze            | 20 août 1995      | Géorgie                          | 18 (0)     | Exeter Chiefs         | 2024            |
| Baptiste Erdocio         | 13 mars 2000      | France                           | 1 (0)      | Biarritz olympique    | 2023            |
| Enzo Forletta            | 15 juin 1994      | France                           | 2 (0)      | USA Perpignan         | 2020            |
| Mohamed Haouas           | 9 mars 1994       | France                           | 16 (0)     | Biarritz olympique    | 2024            |
| Wilfrid Hounkpatin       | 29 juillet 1991   | Sénégal                          | 2 (5)      | Castres olympique     | 2024            |
| Luka Japaridze           | 6 septembre 1998  | Géorgie                          | 14 (15)    | CA Brive              | 2023            |
| Valentin Welsch          | 10 avril 2003     | France                           | -          | → Stade aurillacois   | 2025            |
| Deuxièmes lignes         |                   |                                  |            |                       |                 |
| Adam Beard               | 7 janvier 1996    | Pays de Galles                   | 58 (0)     | Ospreys               | 2025            |
| Bastien Chalureau        | 13 février 1992   | France                           | 7 (0)      | Stade toulousain      | 2019            |
| Tyler Duguid             | 17 octobre 2000   | France                           | 1 (0)      | RC Narbonne           | 2020            |
| Florian Verhaeghe        | 27 avril 1997     | France                           | 3 (0)      | Stade toulousain      | 2020            |
| Troisièmes lignes aile   |                   |                                  |            |                       |                 |
| Alexandre Bécognée       | 3 septembre 1996  | France                           | 1 (0)      | Stade montois         | 2020            |
| Yacouba Camara           | 2 juin 1994       | France                           | 17 (0)     | Stade toulousain      | 2017            |
| Lenni Nouchi             | 24 novembre 2003  | France                           | 2 (0)      | Formé au club         | 2021            |
| Troisièmes lignes centre |                   |                                  |            |                       |                 |
| Alexander Masibaka       | 9 août 2001       | Écosse                           | -          | → Soyaux Angoulême XV | 2025            |
| Marco Tauleigne          | 30 août 1993      | France                           | 4 (0)      | Union Bordeaux Bègles | 2021            |
| Billy Vunipola           | 3 novembre 1992   | Angleterre                       | 74 (45)    | Saracens              | 2024            |
| Demis de mêlée           |                   |                                  |            |                       |                 |
| Alexis Bernadet          | 2 juin 2001       | France                           | -          | US Montauban          | 2024            |
| Léo Coly                 | 9 septembre 1999  | France                           | -          | Stade montois         | 2022            |
| Ali Price                | 12 mai 1993       | Écosse                           | 68 (30)    | Édimbourg Rugby       | 2025            |
| Demis d'ouverture        |                   |                                  |            |                       |                 |
| Domingo Miotti           | 22 mai 1996       | Argentine                        | 9 (13)     | Oyonnax Rugby         | 2024            |
| Hugo Reus                | 21 février 2004   | France                           | -          | Stade rochelais       | 2025            |
| Thomas Vincent           | 21 juillet 1999   | France                           | -          | SU Agen               | 2024            |
| Centres                  |                   |                                  |            |                       |                 |
| Auguste Cadot            | 28 juillet 2001   | France                           | -          | Biarritz olympique    | 2023            |
| Thomas Darmon            | 12 mai 1998       | France                           | -          | Formé au club         | 2017            |
| Lennox Anyanwu           | 29 novembre 2000  | Angleterre                       | -          | Harlequins            | 2025            |
| Karl Martin              | 16 février 2002   | Irlande                          | -          | → Stade aurillacois   | 2025            |
| Arthur Vincent           | 30 septembre 1999 | France                           | 18 (5)     | Formé au club         | 2018            |
| Ailiers                  |                   |                                  |            |                       |                 |
| Maël Moustin             | 22 avril 2003     | France                           | -          | Union Bordeaux Bègles | 2024            |
| Gabriel N'Gandebe        | 30 mars 1997      | France                           | -          | RC Massy              | 2017            |
| Madosh Tambwe            | 12 mai 1997       | République démocratique du Congo | -          | Union Bordeaux Bègles | 2024            |
| Donovan Taofifénua       | 30 mars 1999      | France                           | -          | Racing 92             | 2025            |
| Arrières                 |                   |                                  |            |                       |                 |
| Tom Banks                | 18 juin 1994      | Australie                        | 21 (15)    | Mie Honda Heat        | 2025            |
| Stuart Hogg              | 24 juin 1992      | Écosse                           | 100 (171)  | Exeter Chiefs         | 2024            |

## Popularité

### Affluence
Lors de la dernière saison à Sabathé, le MHR réalise le meilleur taux de remplissage du Top 14 (93 %) mais n'accueille que 6 034 spectateurs par match en moyenne dont 6 500 lors du dernier match dans ce stade pour la venue de Biarritz, le 12 mai 2007. En 2007, le club déménage au stade Yves-du-Manoir, ce qui lui permet de doubler son public : l'affluence moyenne passe à 11 293 spectateurs, malgré un classement dans le bas du tableau. Les années suivantes confirment cet engouement, la moyenne de spectateurs est de 11 569 en 2009 et de 11 237 en 2010.
Les bons résultats obtenus lors de la saison 2010-2011 entraînent une hausse des spectateurs, 12 635 en moyenne. En 2010, le club compte également 7 964 abonnés. Lors de la demi-finale du championnat 2011, près de 25 000 supporteurs font le déplacement au Stade Vélodrome pour soutenir le club puis un peu plus de 10 000 se rendent au Stade de France.

### Relations avec les médias

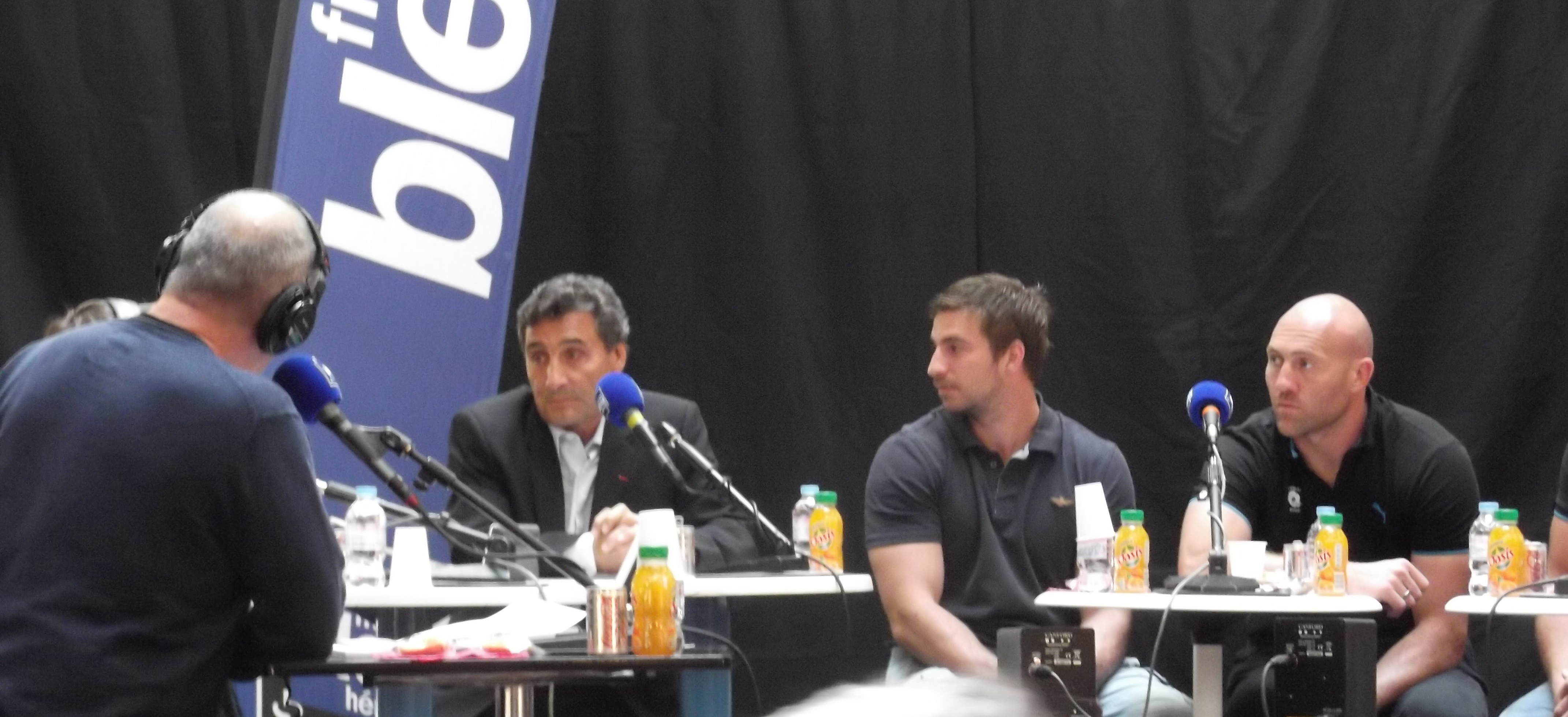
Enregistrement public de l'émission radio "club Sers" (France Bleu Hérault), le 6 mai 2013.

L'actualité du MHR est couverte généralement par tous les médias locaux et en particulier par le quotidien régional Midi libre qui réalise des suppléments lors des matchs contre l'USAP ou en début de saison. Deux numéros hors-série sont également publiés en mai 2011, « La folle saison », puis en juin 2011, « Une grande équipe est née », pour saluer la belle saison du club. Midi olympique, bi-hebdomadaire consacré au rugby, édite également à chaque numéro un supplément Hérault couvrant notamment les matchs du club. Le MHR réalise à chaque rencontre à domicile un programme de match, l'Ovalie news.
La chaîne locale de télévision TV SUD, anciennement 7L TV, programme chaque semaine Ovalie Hebdo, un magazine consacré à l'actualité du club. Enfin, France Bleu Hérault couvre l'ensemble des matchs du MHR et consacre aussi un magazine à l'actualité sportive du département intitulé Hérault Sports, animé par Philippe Sers, ce dernier animant également tous les lundis le club Sers, consacré aux événements sportifs du week-end et largement consacré au rugby.